# キングダム ハーツ シリーズ
キングダム ハーツ シリーズ（KINGDOM HEARTS series）は、スクウェア・エニックス（旧スクウェア）が発売しているロールプレイングゲームのシリーズである。公式の略称は"KH"。

## 概要
ディズニーとスクウェア・エニックスのコラボレーション作品であり、タイトルロゴの上部には「Disney SQUARE ENIX」（実際には両者の間に鍵マークが入る）と記されている。2002年から展開されているため、同社の他作品に比べて比較的歴史の浅いシリーズだが、世界的にも人気は高く、2021年にシリーズの世界累計出荷本数は3500万本以上を達成。2005年にスクウェア・エニックスは本シリーズを『ドラゴンクエスト』『ファイナルファンタジー』と合わせ、「三本の柱」と位置付けている。
ディレクターは野村哲也で、それまで主にキャラクターデザインを担当していた彼にとっては、本シリーズの1作目が初めてのディレクション作品となった。また野村はそれ以外にも企画立案、シナリオ原案、コンセプトデザイン、キャラクターデザイン等を手がけている。
多数の作品が発売されているが全て同一世界観上の物語であり、ストーリーも繋がっている。最初からシリーズ全体を突き詰めていた訳ではないが、一作目の段階から方向性は見えており、常に「次の次の作品くらいまで」をまとめて構想している。開発するうちに辻褄が合わなくなった部分はアドリブで変えている。全体像を把握しているのは野村だけで現場も完璧には理解しておらず、野村に対しての疑問や指摘は敢えて積極的にさせるようにしている。
なお、タイトルとしては『キングダム ハーツ』というように単語の間に半角スペースを挟んだものが正しく、本項および各シリーズ作品の記事はメーカーならびにアルティマニア等の書籍にて用いられている名称に準じている。作品中に出てくるキーワードとしては半角スペースを挟まない「キングダムハーツ」であり、明確に区別されている。
本シリーズの著作権はスクウェア・エニックスではなくディズニーが所有している。

## 開発の経緯
事の発端は『FFVIII』の開発中であった。当時スクウェアはウォルト・ディズニー・ジャパンと同じビル（アルコタワー）に置かれており、橋本真司がエレベーターの中でディズニーの幹部からゲームの共同制作を持ちかけられたことから始まっている。話を受けた橋本が坂口博信とゲームの方向性についての話し合いをしている時、その席にたまたま野村も居合わせていた。
野村がデフォルメキャラでのアクションゲームを考案していた中で舞い込んだ話であり、またディズニーのキャラクターは世界中で有名なのにもかかわらず、ゲームにおけるディズニーオリジナルの作品はまだ誰も開拓できていないという思いが野村にはあった。そこで自分の持つゲームの構想とディズニーを合わせれば今までになかったものができると考え、野村が自ら手を上げたことからプロジェクトが始まった。それから一年間、一人でこつこつと企画やゲームデザインを進めていったという。
野村は当時『スーパーマリオ64』のプレイから受けた衝撃を基に、自社においての新たな3Dアクションゲームの開発を希望していたが、社内では「既に世界的キャラクターとなったマリオに対抗するのは不可能」「ディズニー級のキャラが必要」という意見が出た。この意見を覚えていた野村は、後にスクウェアでディズニーのゲーム制作が決まった際に、ディズニーの知名度と世界観を借りて、本シリーズを立ち上げる事となった。
ゲームの内容については、当初スクウェア側はミッキーマウスを、ディズニー側はドナルドダックを主役としたものなどを提案していた。しかし野村はそのどちらでもない、オリジナルキャラクターを主人公としディズニーの世界を冒険するという、現在の『KH』の原型となる企画書を持ち込んだ。交渉は難航したというが、野村は「初めは難色を示されたが、説得できないことはないだろうと思い込んでやっていた」と回想している。
「キングダム」には“ディズニーらしいイメージ”と“自分たちが一から王国を作る気持ち”という意味合いが込められており、この名称での発売が予定されていたが、「キングダム」は既に商標に登録されていたためそのまま使用することはできなかった。そこで作品中でも重要な「心」（ハート）を語呂を良く複数形の「ハーツ」にした上で付け足し、現在の名称に決定した。また、タイトルは最終決定の直前までは「キングダム オブ ハーツ」に決まりかかっていたが、野村の「語呂が良くない」との判断から、文法より語呂を優先し「オブ」をなくしたという経緯がある。

## シリーズ作品一覧
シリーズ作品を以下に記述する。「ファイナル ミックス」と付いたタイトルは北米版をベースに新要素が追加されたもので（『FF』における「インターナショナル」に該当）、「Re:」と付いたタイトルはリメイク作品である。また、「*」印は廉価版「アルティメットヒッツ」が発売していることを示す。
- キングダム ハーツ*（2002年3月28日発売、PS2）
  - キングダム ハーツ ファイナル ミックス*（2002年12月26日発売、PS2） - ここまでスクウェア発売
- キングダム ハーツ チェイン オブ メモリーズ*（2004年11月11日発売、GBA） - ここからスクウェア・エニックス発売
  - キングダム ハーツ Re:チェイン オブ メモリーズ（キングダム ハーツII ファイナル ミックス+に同梱、PS2）
- キングダム ハーツII*（2005年12月22日発売、PS2）
  - キングダム ハーツII ファイナル ミックス+*（2007年3月29日発売、PS2）
- キングダム ハーツ 358/2 Days*（2009年5月30日発売、DS）
- キングダム ハーツ コーデッド（2009年6月3日第1章配信、携帯電話）
  - キングダム ハーツ Re:コーデッド（2010年10月7日発売、DS）
- キングダム ハーツ バース バイ スリープ*（2010年1月9日発売、PSP）
  - キングダム ハーツ バース バイ スリープ ファイナル ミックス*（2011年1月20日発売、PSP）
- キングダム ハーツ 3D ［ドリーム ドロップ ディスタンス］（2012年3月29日発売、3DS）
- キングダム ハーツ キー（2013年7月18日正式サービス開始、ブラウザゲーム）
  - キングダム ハーツ アンチェインド キー（2015年9月3日配信開始、iOS/Android）
    - キングダム ハーツ ユニオン クロス（2017年3月23日アップデートにより改題、iOS/Android）
      - キングダム ハーツ ユニオン クロス ダーク ロード（2020年6月22日アップデートにより改題、iOS/Android）
- キングダム ハーツIII（2019年1月25日発売、PS4/XB1 / 2021年3月30日発売、PC）
- キングダム ハーツ メロディ オブ メモリー（2020年11月11日発売、PS4/Switch/XB1 / 2021年3月30日発売、PC）
- キングダム ハーツIV（未定）

HDリマスター版
いずれもプレイアブルなゲームが2本、映像作品が1本収録されたコレクション作品。
- キングダム ハーツ HD 1.5 リミックス（2013年3月14日発売、PS3）
  - キングダム ハーツ ファイナル ミックス
  - キングダム ハーツ Re:チェイン オブ メモリーズ
  - キングダム ハーツ 358/2 Days （映像作品）
- キングダム ハーツ HD 2.5 リミックス（2014年10月2日発売、PS3）
  - キングダム ハーツII ファイナル ミックス
  - キングダム ハーツ バース バイ スリープ ファイナル ミックス
  - キングダム ハーツ Re:コーデッド （映像作品）
- キングダム ハーツ HD 2.8 ファイナル チャプター プロローグ（2017年1月12日発売、PS4 / 2020年2月17日発売、Xbox One / 2021年3月30日発売、PC）
  - キングダム ハーツ ドリーム ドロップ ディスタンス HD
  - キングダム ハーツ 0.2 バース バイ スリープ -フラグメンタリー パッセージ-
  - キングダム ハーツ キー バックカバー （映像作品）
- キングダム ハーツ HD 1.5+2.5 リミックス（2017年3月9日発売、PS4 / 2020年2月17日発売、Xbox One / 2021年3月30日発売、PC）
上記の『HD 1.5 リミックス』と『HD 2.5 リミックス』を1本のソフトにまとめたもの。

限定版等
- キングダム ハーツ ファイナル ミックス プラチナ リミテッド
『キングダム ハーツ ファイナル ミックス』と同日発売。ソフト本体に加え、ポストカードカレンダー、ステッカー、缶バッジ3個、ソラのフィギュアがセットになっている。
- キングダム ディープシルバー エディション
『チェイン オブ メモリーズ』と同日発売。ソフト本体、特別カラーのゲームボーイアドバンスSP、3連ファスナーアクセサリーのセット。
- キングダム ハーツ トリニティ マスターピース
『キングダム ハーツII』と同日発売。特製ケースに入れられた『キングダム ハーツ』『チェイン オブ メモリーズ』『キングダム ハーツII』の三本セット。
- キングダム ハーツ 358/2 Days KINGDOM HEARTS EDITION
『358/2 Days』と同日発売。ソフト本体と特別カラーのニンテンドーDSiが同梱されたセット。
- KINGDOM HEARTS Birth by Sleep "KINGDOM HEARTS EDITION"
『バース バイ スリープ』と同日発売。ソフト本体と特別カラーのPSP-3000が同梱されたセット。
- KINGDOM HEARTS 3D [Dream Drop Distance] KINGDOM HEARTS EDITION
『ドリーム ドロップ ディスタンス』と同日発売。ソフト本体と特別カラーのニンテンドー3DSが同梱されたセット。
- KINGDOM HEARTS 10th Anniversary 3D+Days+Re:coded BOX
『ドリーム ドロップ ディスタンス』と同日発売。DS系列のソフト『ドリーム ドロップ ディスタンス』『358/2 Days』『Re:コーデッド』の3本と、ポストカード12枚、特製の3DS用プロテクトカバーがセットになっている。
- キングダム ハーツ スターターパック -HD 1.5+2.5 リミックス- / キングダム ハーツ コレクターズパック -HD 1.5+2.5 リミックス-
『HD 2.5 リミックス』と同時発売。それぞれ異なる装丁のパッケージに『HD 1.5 リミックス』と『HD 2.5 リミックス』のディスク2枚を収録しており、コレクターズパックにはさらに小冊子とBlu-ray Disc Music1枚が付属する。
- PlayStation 4 Pro KINGDOM HEARTS III LIMITED EDITION
『キングダム ハーツIII』と同日発売。オリジナルデザインのPS4 Proとソフト本体等がセットになった限定版。
- PlayStation 4 KINGDOM HEARTS III EDITION
『キングダム ハーツIII』と同日発売。PS4（CUH-2000系）に、オリジナルデザインのトップカバーが同梱されている。『KHIII』のソフト本体は付属しない。
- キングダム ハーツ インテグラム マスターピース
『HD 1.5+2.5 リミックス』『HD 2.8 ファイナル チャプター プロローグ』『キングダム ハーツIII』の3本セット。パッケージ版は数量限定で『KHIII』と同日発売されたほか、ダウンロード版も配信。ダウンロード版は『KHIII』の発売前に配信され、他の2本は予約した時点でダウンロードをすることができた。
- キングダム ハーツ インテグラムマスターピース for Cloud
『HD 1.5+2.5 リミックス』『HD 2.8 ファイナル チャプター プロローグ』『キングダムハーツIII+リマインド』のクラウドバージョン版の3本セット。Nintendo Switch用のダウンロード版が配信として同時発売。

その他の作品
- KINGDOM HEARTS（アメリカで2005年2月4日発売、V CAST）
アメリカの携帯電話事業者ベライゾン・ワイヤレスが提供するサービス「V CAST」向けタイトル。開発はSuperscapeが担当しており、ゲーム作品としては唯一スクウェア・エニックスが関与していない。ソラが見知らぬ島で冒険するストーリーとなっているが、後に野村は「これはディズニー単独で開発されたもので、本来の『KH』とは全く関係ない別物」と語っており、シリーズ本編の時系列には組み込まれていない[10]。
- キングダム ハーツ モバイル（2008年12月15日開設、携帯電話）
携帯電話用ポータルサイト。2013年4月30日サービス終了。
- キングダム ハーツ VR エクスペリエンス（2019年1月23日配信、PS4（PS VR専用））
VRミュージックビデオ。アップデートとして第2弾が2019年7月25日配信。
- キングダム ハーツ ミッシングリンク（iOS/Android）
スマートフォン（iOS/Android）向けの位置情報ゲームとして2024年に配信を予定されていたが、2025年5月14日に開発中止が発表された。『Uχ』と『DR』の間となる空白の時代を描き、最大6人のマルチプレイ、縦横両画面対応のほか、現実の世界とリンクしたマップを探索することができるとされていた[11]。

### 作品解説
キングダム ハーツ
鍵型の剣「キーブレード」を手に入れた少年・ソラが、離れ離れになってしまった親友のリクとカイリを探しながら、ドナルド、グーフィーと共に闇と戦い世界を救う冒険に出る。
略称はKH、KH1など。後の作品へ続く、基本的なシステムやコンセプト、ソラを中心としたストーリーを打ち出す。日本で英語音声版『ファイナル ミックス』を含めミリオンヒットを記録し、北米や欧州では『FF』シリーズを越える程の高い売り上げを達成する。最終的には全世界で600万本を越える大ヒットを記録、また国内外を問わず様々な賞を受賞し、それらを受けて発表された続編『COM』『KHII』と合わせて本シリーズが形成されていくこととなった。開発はスクウェア東京開発部。
キングダム ハーツ チェイン オブ メモリーズ
謎の男に「忘却の城」へと誘われたソラ一行、そしてリク。ソラは忘却の城を進んでいくさなか、ある「大切な人」を思い出していく。
略称はCOM。『KH』のエンディングから直接続く、『KH』と『KHII』をつなぐ作品。最初プレイできるのはソラ編で、クリアするとリク編「Reverse/Rebirth」がプレイ可能になる。低年齢層のユーザーの声に応えるためGBAで発売されたが、対応機種が『KH』とは異なるためプレイしていないユーザーも多く、後に『Re:チェイン オブ メモリーズ』（Re:COM）としてPS2向けにフル3Dリメイクされた。開発はGBA版がジュピター、PS2版がスクウェア・エニックス大阪開発部。
キングダム ハーツII
忘却の城での約1年間の眠りから目覚めたソラたちは、世界を危機に晒す新たな脅威・XIII機関に立ち向かうため、そしてリクと王様に再会するために、再び世界を渡り歩く。
略称はKHII、KH2。『KH』『COM』で展開された物語が終結する作品。全体のシステムは『KH』からブラッシュアップされ、ゲームのボリュームもかなり大きくなっている。追加要素を含んだ『ファイナル ミックス+』は、『KHII』の英語音声版『キングダム ハーツII ファイナル ミックス』、『COM』のリメイク『Re:チェイン オブ メモリーズ』の2本セットとなっている。開発はスクウェア・エニックス東京開発部。
キングダム ハーツ 358/2 Days
『KH』終盤のある事件と同時に始まり、約1年後の『KHII』までつながっていく、ソラのノーバディ・ロクサスがXIII機関として過ごした隠された物語。
新プロジェクトの一つとしてDSで発売。略称はDays。従来のシリーズで敵側の組織であったXIII機関の内情を描いたシナリオや、シリーズ初のマルチプレイを搭載しているのが特徴で、マルチプレイではXIII機関の全メンバーを含む総勢19名のキャラクターを操作できる。開発はハ・ン・ド。
キングダム ハーツ コーデッド
事件は『KHII』のエンディング後。世界を巡る旅を綴った「ジミニーメモ」に発生した異変を巡り、データ世界に再現されたソラがジミニーメモの世界を探索する。
新プロジェクトの一つとして携帯電話で配信。携帯電話用ゲームとしてかなり高グラフィックで描写されているが、それゆえに対応機種が限られてしまい、当時最も普及しているハードであったDS向けに『Re:コーデッド』としてリメイクされることとなった。開発は携帯電話版がスクウェア・エニックス東京開発部（『KHII』とは別チーム）、DS版がハ・ン・ド。
キングダム ハーツ バース バイ スリープ
ソラがキーブレードを手にするより10年前。かつて存在していた三人のキーブレードの戦士、テラ、アクア、ヴェントゥスが繰り広げた、全てにつながる始まりの物語。
新プロジェクトの一つとしてPSPで発売。略称はBbS。『KHII』から発展したバトルシステム、『KHII』に近い操作性やグラフィック、シナリオのボリュームなど、内容としてはナンバリング作品に近く、野村も「ソラが主人公でないからナンバリングを付けなかっただけ」と語っている。英語音声版『ファイナル ミックス』も発売された。開発はスクウェア・エニックス大阪開発部。
キングダム ハーツ 3D ［ドリーム ドロップ ディスタンス］
『KHII』の旅の後、イェン・シッドに呼び出されたソラとリク。来たるゼアノートとの決戦に向け、彼らは“眠りに閉ざされた世界”を舞台に、キーブレードマスターとなるための試練を与えられる。
略称は3D、DDD、KH3D。これまでのシリーズで展開されてきた「ダークシーカー編」の完結する『キングダム ハーツIII』の序章となり、それに向け物語が大きく展開する。バトルシステムにおいても、ダイナミックなアクションを繰り出せる「フリーフローアクション」など新要素も多く盛り込まれている。開発はスクウェア・エニックス第1制作部・大阪チーム。
キングダム ハーツ HD 1.5 リミックス / キングダム ハーツ HD 2.5 リミックス
それぞれシリーズ中の3作品を1本にまとめたコレクション作品。『HD 1.5 リミックス』はPS2作品である『KH』『Re:COM』をPS3向けにHDリマスターを施し、さらにDS作品の『Days』を映像作品としてリメイクしたものを収録。『HD 2.5 リミックス』は、PS2作品の『KHII』とPSP作品の『BbS』をHDリマスターし、DS作品の『Re:コーデッド』を映像作品としてリメイクしたものを収録している。
略称はKH1.5、KH2.5など。複数のハードで発売されたシリーズ作品を集約し、新規ユーザーに向けてわかりやすく示すことと、『キングダム ハーツIII』へのおさらいのために制作された。HD化だけに留まらず、最新のポリゴンモデルへの差し替えやBGMの生音での再録音なども行われている。さらにこの2作をPS4向けに移植し、ディスク1枚にまとめた『HD 1.5+2.5 リミックス』も発売された。開発はスクウェア・エニックス第1制作部・大阪チーム→スクウェア・エニックス第3ビジネス・ディビジョン。
キングダム ハーツ キー / キングダム ハーツ アンチェインド キー → キングダム ハーツ ユニオン クロス → キングダム ハーツ ユニオン クロス ダーク ロード
遥かおとぎ話の時代。ユニオンのキーブレード使いの一員となったプレイヤーは、世界にはびこる闇・ハートレスを倒し、光を集めるための冒険を始める。
略称はχ、KHχなど。Yahoo!ゲームとハンゲーム、ゲソてん、mixiにて展開された、シリーズ初となるPCブラウザ向け、基本プレイ無料・アイテム課金制のソーシャルゲーム。ストーリーは本編であるダークシーカー編の作品群の遥か過去を描いているが、『キングダム ハーツIII』と密接に関わる内容となる予定。開発はスクウェア・エニックス、制作協力サクセス。
『アンチェインド キー』はブラウザゲーム『KHχ』をスマートフォン向けにしたアプリゲーム。略称はUχ、KHUχなど。グラフィックやストーリーは『χ』とほぼ同一だが、システムや操作がスマートフォン用に一新される。『χ』のアバターをそのまま『Uχ』に持ち込めるなどの連動要素もあった。ストーリーも『χ』の終盤部分から違う展開を見せ、以降は全く違う物語となる。その理由は、『Uχ』が『χ』の追体験を経てその後を描く物語だからである。大型アップデートにより『ユニオン クロス』へと改題した。略称は『アンチェインド キー』と同じ。
さらに、アップデートによって『ユニオン クロス ダーク ロード』に改題し、『ユニオン クロス』と、新作『キングダム ハーツ ダーク ロード』の2本立てで運営されるようになった。
『ダーク ロード』は少年時代のゼアノートがキーブレード使いの修行に励んでいた当時の物語で、彼がいかにして「闇の探求者」となったかを描く。略称はDR、KHDRなど。
2021年6月にサービスを終了し、『ユニオン クロス』は全ストーリーの視聴、アバターのカスタマイズ、ミニゲームのプレイ、戦績の参照が可能なオフライン版が配信開始。『ダーク ロード』はストーリーが未完のまま終了となったが、2022年8月にオンライン要素を排除したオフライン版が配信され、そちらで完結まで描かれた。
キングダム ハーツ HD 2.8 ファイナル チャプター プロローグ
『3D』のHDリマスター『キングダム ハーツ ドリーム ドロップ ディスタンス HD』、『χ』の裏側で起こった話を描く新規映像作品『キングダム ハーツ キー バックカバー』、『BbSFM』でその物語の一部分が語られた新作プレイアブルゲーム『キングダム ハーツ 0.2 バース バイ スリープ -フラグメンタリー パッセージ-』の3作品で構成されたコレクション作品。
略称はKH2.8など。HDリマスターと完全新規作品で構成されており、新作は『キングダム ハーツIII』と同じ環境で制作されている。『KH1.5』『KH2.5』とはサブタイトルが異なる通り、ダークシーカー編の完結となる『キングダム ハーツIII』の序章として作られた意味合いが強い。開発はスクウェア・エニックス第3ビジネス・ディビジョン。
キングダム ハーツIII
『3D』での戦いを経て、全ての元凶であるマスター・ゼアノートが復活し、キーブレード戦争を引き起こそうとしていることを知ったソラたち。集結した闇の勢力に対抗するため、ソラとリクはこれまでの歴史で姿を消してきたキーブレード使いを探し出し、目覚めさせる旅に出る。
略称はKHIII、KH3。初代『KH』から展開されてきたシリーズ「ダークシーカー編」の完結編となり、ソラとマスター・ゼアノートの戦いに決着がつけられる。ナンバリング作品としてはハードを1つ跨いだこともあり、ビジュアルは『KHII』から格段の進歩が見られるほか、ゲームシステムも『KHII』をベースとした進化系となっている。開発はスクウェア・エニックス第3ビジネス・ディビジョン。
2020年1月23日には、追加有料ダウンロードコンテンツとして『キングダム ハーツIII リマインド』が配信された。『ファイナル ミックス』版に近いが従来のようにフルプライスで発売される形ではなく、『ファイナル ミックス』におけるシークレットイベントや隠しボスなどの追加要素をこの『リマインド』にて配信し、バトル部分の調整や追加はそれとは別の無料DLCとして配信された。
キングダム ハーツ メロディ オブ メモリー
マスター・ゼアノートとの決戦後、カイリを救い出す代償として世界から消失してしまったソラ。カイリはソラの手がかりを探すため、賢者アンセムの協力の下、自らの記憶の中の探査を始める。
略称はMoM。シリーズ初のリズムアクションゲームで、シリーズ全体からピックアップされたおよそ140曲をプレイすることができる。明確なストーリーが描かれるのは最終盤のみだが、ゲームを進めていくとカイリが語り部となってこれまでのシリーズを振り返るムービーが流れるため、シリーズのおさらいもできる。開発はインディーズゼロ。
キングダム ハーツIV
『KHIII』で完結した「ダークシーカー編」に続く新章「ロストマスター編」。世界から消失したソラが裏側の世界「クァッドラトゥム」に飛ばされた後を描く。ソラにとってはクァッドラトゥムは虚構の世界だが、逆にクァッドラトゥムの住人にとってはソラ達の世界が裏側で虚構の世界となる。そう言った立場の違う者の対比がテーマになるとされる。
シリーズの今後
KHIII発売後
『KHIII』発売後の野村のインタビューでは、KHIIIのダウンロードコンテンツが最優先かつ今後の構想は正式なプロジェクトとして決定していないことを前提とした上で、「自分の中では2つの構想があり、別途考えないといけない企画も1つあるが、次回作は2本に絞る予定」「仮に『KHIV』を作るとしてもその前に描かなければいけないこともあるので、間に1作挟む可能性も含めて検討する」としている。
他のタイトル
野村が以前に語っていた構想としては、『BbS』のような複数主人公制の作品や、「外伝というよりは正史」「プロデューサーに伝えたら『何それ?』と聞かれた位に謎の『KH』」があるという。ただし前者の詳細は一切不明で、後者も本来は大阪チームが『BbS』の開発後に取りかかる予定であったが、『3D』の開発が始まったことにより企画が止まってしまった。また、前者と後者がタイトルとして同一であるか別のものかもわかっていない。
展望
野村は『KHIII』以降の作品については、「『KHIII』でシリーズが終わると予想している人もいるが、KHシリーズは『KHIII』まで含めて、もっと大きな括りのシリーズの第一部というつもりで作っている」「現在は『ダークシーカー編』が展開しているが、それが終わればまたソラの新しい冒険が始まる可能性がある」「こういう展開で、こういうキャラクターで、という『KHIII』の後のアイデアは、当然自分の頭の中にはある」と述べている。
それ以外には、「『KH』の最後は頭にあり、そこにソラは無関係ではない」「キーブレード戦争を語るにはハイスペックなハードと容量、そのハードに関する我々のノウハウの蓄積が必要」、（KHシリーズ10周年に際し、さらに10年後KHはどうなっているかという質問に対し）「ダークシーカー編の次の話も終え、完全に完結しているのでは」「完結する時は完全に閉じて、誰も続きを作れない、続く余地のない終わり方をさせる」といった発言がある。しかし実際にそれから10年が経過した2022年時点では新作『KHIV』が発表されている段階であり、未だ終わりは見えない。
2024年のインタビューでは野村自身の定年が見えてきたことで「もう定年が先か完結が先かみたいなことになってはいます（笑）」と語っており、制作中の『KHIV』は「完結に向かう物語」としている。

### 時系列
シリーズ作品は全て同一の世界における物語であり、上記をまとめると時系列は以下のようなならびとなる。

♦マークは、『キングダム ハーツ HD 1.5 リミックス』にプレイアブル収録、♣マークは映像作品収録。

♥マークは、『キングダム ハーツ HD 2.5 リミックス』にプレイアブル収録、♠マークは映像作品収録。
- キングダム ハーツ キー / キングダム ハーツ キー バック カバー - 遥か大昔
- キングダム ハーツ アンチェインド キー / キングダム ハーツ ユニオン クロス - キーのエンディング後
- キングダム ハーツ ダーク ロード - キングダム ハーツの約80年前[注 3]
- ♥ キングダム ハーツ バース バイ スリープ - キングダム ハーツの約10年前
- ♦ キングダム ハーツ
- キングダム ハーツ 0.2 バース バイ スリープ -フラグメンタリー パッセージ- - バース バイ スリープのエンディング後[注 4]、キングダム ハーツの終盤と同時期
- ♦ キングダム ハーツ チェイン オブ メモリーズ - キングダム ハーツのエンディング直後
- ♣ キングダム ハーツ 358/2 Days - キングダム ハーツの終盤と同時期に開始、キングダム ハーツIIまでつながる1年間
- ♥ キングダム ハーツII - キングダム ハーツのおよそ1年後、358/2 Daysのエンディング直後
- ♠ キングダム ハーツ コーデッド - キングダム ハーツIIのエンディング後
- キングダム ハーツ 3D ［ドリーム ドロップ ディスタンス］ - コーデッドのエンディング後、キングダム ハーツIIのエピローグ後
- キングダム ハーツIII - ドリーム ドロップ ディスタンスのエンディング後[23]
- キングダム ハーツ メロディ オブ メモリー - キングダム ハーツIIIのエンディング後[注 5]
- キングダム ハーツIV - メロディ オブ メモリーのエンディング後[24]。

## ゲームの特徴
ゲームジャンルと特徴
メーカー公称ジャンルはRPGだが、アクションゲームの性格もかなり強く、正確にはアクションRPGに近い。自分でキャラを直接操作して進行するアクションゲームに、敵と戦い経験値を貯めてレベルアップするRPGの要素が加わっており、3D（『COM』『χ/Uχ』『DR』は2D）の空間でプレイヤーキャラクターを操って移動・戦闘を行うのがシリーズ全般に共通した特徴である。なお、これはディレクターの野村が『スーパーマリオ64』に衝撃を受け、そこから発想を得たものであると語っている。
本シリーズのファン層の年齢は『FF』シリーズより幅広く、性別においても普段ゲームを触らないような女性が多いことが明かされており、それほど難しい操作は要求しない。しかし、『KHFM』から実装された難易度選択や、ゲーム終盤やクリア後に現れる非常に強く設定された隠しボス、到達するのにかなりのやり込みを要するシークレットムービーなどにより、初級者から上級者まで楽しめるよう配慮された設計となっている。
また日本国内だけでなく海外でも高い人気を誇っているが、「面白いものなら受け入れられると信じている」という野村の考えから、特にゲーム内容やストーリーについて海外を意識して調整することはないという。これについては、ディズニーから「日本人的な感覚」「東洋的な考え」とも言われているとのこと。
ゲームの進行とストーリー
主人公が様々な世界（ワールド）を訪れ、敵を倒して事件を解決することで物語が進んでいく形式はシリーズのどの作品においても共通している。この「ワールド」とは基本的にはディズニー作品をモチーフにしたマップであり、各作品はそれぞれ異なるワールドにわかれている。このように本シリーズはいわゆるクロスオーバーの要素を大きく含んでいるが、他のクロスオーバー作品で多く見られるように登場人物が一堂に集結するといったことはないという特徴がある（これはディズニー側からの要請の一つであったという）。
ディズニーの世界では各作品に沿ったストーリーが進んでいくが、シリーズオリジナルのストーリーはシリアスな展開と複雑な構成のシナリオで展開されていく。開発当初のストーリーは「マレフィセントを倒して終わり」といったシンプルなものが予定されていたが、「これは『FF』を遊ぶ層を考慮しないと失敗する」という坂口のアドバイスでシナリオの路線を変えることとなった。
バトルの特徴
簡単な操作と派手なバトルが大きな特徴。通常のバトルはプレイヤーキャラクターがマップ上の一定位置に踏み込むと敵のパーティが出現する形式で、『COM』以外の全ての作品で採用されている。この出現する敵の種類や数、強さはシナリオの進み具合などによって固定されている。マップ画面とバトル画面の切り替えは存在せず、移動中に現れた敵とそのまま同じマップで戦闘する「エンカウント性のあるアクションゲーム」とでも言うべきスタイルが採用されている。どの作品もコマンドアイコンが画面の左下に表示されており、武器で攻撃する「たたかう」や、魔法を使用する「まほう」などのコマンドの中から行動に移したいものを選択する。戦闘システムの細部は作品によって異なるため、詳細は各作品の記事を参照のこと。
プレイヤーのパーティー
プレイヤーキャラクターは作品によって異なるが、ナンバリング作品である『KH』『KHII』ではプレイヤーキャラクターであるソラの他に、NPCのドナルドとグーフィーが加わった3人パーティーで行動する。このように、プレイヤーキャラクターとNPCのパーティーがシリーズでの基本となる。さらに、特定のワールドでパーティーに加えることのできるNPC（ピーター・パンやアラジン、ビーストなど）も存在し、その場合はNPCを3人の中から2人選んでパーティーを組む。NPCはマップの移動中はソラの後をついてきて、バトルが始まると各自の判断で行動するのだが、これらの行動パターンはスタートメニューからある程度のカスタマイズが可能である。また、コマンド「しょうかん」を使うことによってパーティーに加わるキャラクターもいるが、その場合はその他のNPCは一時的にいなくなり召喚されたキャラクターとの2人パーティーになることが多い。
『KHIII』ではソラ・ドナルド・グーフィーの3人パーティーを基本に、特定のワールドでのゲストキャラクターが入れ替えなしで追加され、最大5人パーティーで行動する。
『COM』はバトルシステムが特殊なため、基本はソラ一人で行動し、バトル中にランダムで現れるフレンドカードによりドナルドやグーフィーら仲間が力を貸してくれる。『Days』ではミッションによってXIII機関のメンバーが同行し、プレイヤーキャラクターのロクサスをサポートする。またマルチプレイモードではXIII機関のメンバー全員をプレイヤーキャラクターとして使用できる。『coded』はエピソードごとにパーティが異なり、エピソード4ではヘラクレスとクラウドが、エピソード6ではドナルドとグーフィーがパーティに編入されるが、それ以外のエピソードはソラ一人となる。『BbS』は常に仲間になるキャラクターはいないが、特定のバトルで一時的にNPCがパーティに編入されることがあり、協力技なども使用可能。『3D』ではアイテムから「ドリームイーター」と呼ばれる魔物を生み出し、プレイヤーキャラクターであるソラとリクのお供に連れて行くことができる。『DR』ではゼアノートとエラクゥスが固定で、3人目は他の仲間から任意で選ぶが、ストーリー状況によっては編成が強制的に変わる場合もある。
レポート
ストーリーを進める過程や何らかの条件で手に入る書物。作品によって位置付けは異なるが、いずれも事件の真相や登場人物の心情など、物語を深く理解するには不可欠なものとなっており、後述のシークレットムービー解禁に必要な場合もある。
最初に登場した『KH』ではハートレスの研究者であったアンセムが記した研究記録「アンセムレポート」で、ハートレスの弱点を探るべくこれを集めるのも主人公の目的となるが、実はそのアンセムが黒幕であり、冒険中に手に入るのは表面上まともに記したもので、アンセムの本性が分かるレポートは真相が明らかになる終盤に一気に手に入るようになっている。『KHII』では前述のアンセムに成り代わられた本物の賢者アンセムが一連の行動の中で記した「裏アンセムレポート」。『Days』ではロクサスがストーリー進行に応じて記す日記「ロクサスダイアリー」だが、条件を満たすと他の機関員が記した「シークレットレポート」が閲覧できる。『BbS』では黒幕であるゼアノートが自らの企みを記した「ゼアノートレポート」で、ゲームクリアのために全て集める必要がある。『KHIII』では「シークレットレポート」。筆者も執筆時期もレポートによってバラバラであり、これまでに比べるとゲーム本編との関わりは薄く、物語の補間や伏線が書かれている。
シークレットムービー
一定の条件を達成すると視聴が可能になる特別なムービーで（作品によっては「シークレットイベント」「シークレットエピソード」もある）、『COM』『Re:COM』『Days』『coded』以外の作品に収録されている。内容はいずれも次回作を連想させるもので、今後のシリーズへの謎や伏線が散りばめられている。『KH』『KH2』などは高画質ムービーで予告編的な内容を、『BbS』『3D』などは通常のイベントシーンと同じムービーで次回作へと繋がるエピローグを描いており、作品毎にスタイルが異なる。
これらのムービーを見るための条件には、ゲームレコードである「ジミニーメモ」や「レポート」のコンプリート（隠しボスなどを含め全ての敵を倒す、全てのミニゲームのノルマを達成するなど）があり、辿り着くのは容易ではない。条件はゲームの難易度によって異なり、難易度が高くなるほど条件が比較的緩やかに設定されるが、一番低い難易度では絶対に見ることができない。
ファイナル ミックス版（『KHIII』はリマインド）では今後の物語に関わる謎の人物が隠しボスとして登場するなど、次回作の連想がより顕著になっており、シークレットムービーも無印版より更に深く踏み込んだものが新たに収録されている。その分、前述の隠しボス（大抵、それまでのどのボスよりも強い）の撃破など、閲覧の条件も一層厳しくなっている（逆に通常版のムービーの条件は緩くなっている）。
FFシリーズとの関係
『FF』の魔法やアイテム、キャラクターが登場することから本シリーズが『FF』のスピンオフと捉えられることもあるが、誤りである。FFシリーズのキャラクターはあくまでゲストとしての出演であり、設定はそのほとんどが元の作品から変更されている。作中でどうしてもディズニーキャラを当てはめられない役や、その役のためにオリジナルキャラを作ってもディズニーキャラよりインパクトが小さくなってしまう役が出てくる場合があり、第1作でのFFキャラはそういう役に当てはめて登場させるという位置付けだったが、『KHII』からは役割に関わらずユーザーからの要望が多かったキャラが登場するようになった。ただし、出演にそういった事情があるため、必要な状況でなければFFキャラを出す必要がないとも野村は考えている。
また、『ワールド オブ ファイナルファンタジー』ではソラがゲスト出演を果たし、KHシリーズからFF作品へ出演するという逆のパターンとなった。

## 音楽
主題歌にはシリーズで一貫して宇多田ヒカルが起用されている。この楽曲提供については、野村の「ディズニーという世界最大のキャラクターコンテンツと組めたんだから、曲も最高のアーティストを起用しないとダメだ」という考えから生まれた、「『KH』には宇多田ヒカルしか考えられない」という強い思いからのオファーがあったことが関係している。無理を承知で送ったオファーだったが、宇多田本人がディズニーやゲームを好きであったこともあり、野村の予想に反して交渉はスムーズに進んだという。楽曲は国内版では日本語歌詞のものが、海外版と『ファイナル ミックス』では英語歌詞のものが使用されている。
ゲーム中のBGMの作曲は下村陽子が担当している（『BbS』以降は関戸剛、石元丈晴も補佐的に一部参加）。下村にとっては、一つのシリーズにコンポーザーとして携わり続けるのは本シリーズが初となった。RPGとしては珍しく、フィールドとバトルの曲がワールドごとに用意されており、シリーズならではの多彩な世界を音楽面でも表現している。
また作品の性質上、ディズニー作品やFF作品で使用された楽曲をゲームのBGMに用いているケースもいくつかある。また、ゲーム中のオーケストラアレンジは全て和田薫によるものである。
主題歌
- 『光』：KH、COM、Re:COM、BbS、Re:coded
  - 『Simple And Clean』：KHFM、BbSFM
  - 『光 -Ray of Hope MIX-』：KH0.2

- 『Passion』：KHII、Days、3D
  - 『Sanctuary』：KHIIFM

- 『誓い』『Face My Fears』：KHIII

サウンドトラック・関連CD
- 『キングダム ハーツ オリジナルサウンドトラック』
- 『キングダム ハーツII オリジナルサウンドトラック』
- 『KINGDOM HEARTS Original Soundtrack COMPLETE』
- 『KINGDOM HEARTS Birth by Sleep & 358/2 Days オリジナル・サウンドトラック』
- 『KINGDOM HEARTS Dream Drop Distance オリジナル・サウンドトラック』
- 『KINGDOM HEARTS 10th Anniversary FAN SELECTION -Melodies & Memories-』
- 『Piano Collections KINGDOM HEARTS』
- 『Piano Collections KINGDOM HEARTS Field & Battle』
- 『drammatica -The Very Best of Yoko Shimomura-』 - KHシリーズの曲が4曲収録されている
- 『KINGDOM HEARTS HD 1.5 ReMIX Original Soundtrack』
- 『KINGDOM HEARTS HD 2.5 ReMIX Original Soundtrack』
- 『KINGDOM HEARTS -III, II.8, Unchained χ ＆ Union χ [Cross]- Original Soundtrack』

## これまで登場したディズニー・スクエニ作品
ディズニー作品は第1作の『KH』、それを追う形となる『COM』では長編アニメ作品の登場が多く、『ナイトメアー・ビフォア・クリスマス』だけがストップモーション・アニメだった。しかし、『KHII』からは実写作品である『パイレーツ・オブ・カリビアン』や『トロン』、モノクロ作品の『蒸気船ウィリー』、キャラクターだけだがCGアニメの『チキン・リトル』など、様々なジャンルの作品が登場するようになった。
『χ』『Uχ』にはKHシリーズに登場したキャラクターがカードやメダルとなって出演しているが、『ズートピア』や『ジャングル・ブック』のように、映画と連動したキャンペーンによってシリーズ未登場のディズニー作品のキャラクターのアイテムが配布されることがある。
『KHIII』にはシリーズで初めてピクサー作品が登場した。野村曰く、『KHII』の制作時からピクサー作品を出すための交渉をしておりキャラクターモデルの試作もしていたがお蔵入りになり、「『KHIII』はピクサー作品を出せなければ作れない」という意気込みで長い時間をかけて交渉してようやく許可が出たという。また、基本的に原作映画の再現やアナザーストーリーが描かれるKHシリーズにおいて、『KHIII』で登場したピクサー作品の『トイ・ストーリー』と『モンスターズ・インク』は映画スタッフの要望により原作映画と同じ世界で起こった出来事として描かれることとなった。
また、ディズニーがピクサーの他にルーカスフィルムとマーベルを子会社化したことで登場ワールドの候補が広がることについて聞かれた際には野村は肯定はしつつも、ゲーム化の契約はそれぞれの会社と結ぶことになり、個別のタイトルごとに他のゲーム会社と既に契約していることも多いので、ディズニーグループに加わったからといってKHシリーズに出すのは簡単ではないと話している。
FF作品は『KH』『COM』では野村がキャラクターデザインを務めた作品のキャラのみの出演だったが、『KHII』には彼がデザインをしていない『FFVI』や『FFIX』のキャラが出演した。それまではファンの間で「権利関係上で野村がデザインしたキャラしか使えないのでは?」という憶測が立っていたが、野村はこれを明確に否定し「自分がデザインをしていないとそのキャラを熟知できていないから出し辛かっただけで、『KHII』では少し冒険してみた」と語った。またFF作品のキャラクターは本来、KHオリジナルキャラクターとディズニーキャラクターとの緩衝材として登場させていたが、XIII機関のようなオリジナルキャラクターが出揃い、彼らとディズニーキャラクターのみで物語を描ける算段が付いた事から、これからの出演は控えめに行っていく旨が語られている。
『3D』に『すばらしきこのせかい』が登場したことによって、初めてFFシリーズ以外からスクウェア・エニックスのキャラクターが登場することとなった。ただし、ゲスト出演は当初からFFキャラクターのみに限定されていたわけではなく、『KH』に登場したエアリスも開発途中までは『パラサイト・イヴ』のアヤがそこへ当て嵌められる予定であった。
以下のならびは基本的に年号順とする。ディズニー作品はワールドとして登場したものにはW、キャラクターのみが登場したものにはC、未登場には×、KHシリーズの当該作品の発売時に映画が未公開だったものには－を付記する。FF等のスクウェア・エニックス作品は全てキャラクターのみの登場のため、登場したものに○、未登場のものに×、KHシリーズの当該作品の発売時にゲームが未発売だったものには－を付記する。
| 作品名                                  | KH1 | COM | KHII | Days | coded | BbS | 3D | χ/Uχ | KHIII | DR | MoM |
| --------------------------------------- | --- | --- | ---- | ---- | ----- | --- | -- | ---- | ----- | -- | --- |
| 蒸気船ウィリー                          | ×   | ×   | W    | ×    | ×     | ×   | ×  | C    | ×     | ×  | W   |
| 白雪姫                                  | C   | ×   | ×    | ×    | ×     | W   | ×  | W    | ×     | W  | W   |
| ピノキオ                                | W   | W   | C    | ×    | C     | C   | W  | C    | C     | ×  | W   |
| ファンタジア                            | C   | ×   | C    | ×    | C     | C   | W  | C    | C     | ×  | C   |
| ダンボ                                  | C   | C   | ×    | ×    | ×     | ×   | ×  | C    | ×     | ×  | ×   |
| バンビ                                  | C   | C   | ×    | ×    | ×     | ×   | ×  | C    | ×     | ×  | ×   |
| シンデレラ                              | C   | ×   | ×    | ×    | ×     | W   | ×  | W    | C     | ×  | W   |
| ふしぎの国のアリス                      | W   | W   | ×    | W    | W     | ×   | ×  | W    | ×     | W  | W   |
| ピーター・パン                          | W   | W   | C    | W    | ×     | W   | ×  | C    | ×     | ×  | W   |
| わんわん物語                            | C   | ×   | ×    | ×    | C     | ×   | C  | ×    | ×     | ×  | C   |
| 眠れる森の美女                          | C   | C   | C    | ×    | C     | W   | C  | W    | C     | W  | W   |
| 101匹わんちゃん                         | C   | ×   | ×    | ×    | C     | ×   | ×  | C    | ×     | ×  | ×   |
| 王様の剣                                | C   | ×   | C    | ×    | ×     | C   | ×  | C    | C     | ×  | ×   |
| ジャングル・ブック                      | ×   | ×   | ×    | ×    | ×     | ×   | ×  | C    | ×     | ×  | ×   |
| おしゃれキャット                        | ×   | ×   | ×    | ×    | ×     | ×   | ×  | C    | ×     | ×  | ×   |
| くまのプーさん                          | W   | W   | W    | ×    | ×     | C   | ×  | C    | W     | ×  | ×   |
| トロン                                  | ×   | ×   | W    | ×    | ×     | ×   | ×  | C    | ×     | ×  | W   |
| リトル・マーメイド                      | W   | W   | W    | ×    | ×     | ×   | C  | C    | C     | ×  | W   |
| 美女と野獣                              | C   | C   | W    | W    | ×     | ×   | ×  | W    | ×     | W  | W   |
| ナイトメアー・ビフォア・クリスマス      | W   | W   | W    | W    | ×     | ×   | ×  | C    | ×     | ×  | W   |
| アラジン                                | W   | W   | W    | W    | W     | ×   | ×  | W    | ×     | W  | W   |
| ライオン・キング                        | C   | C   | W    | ×    | ×     | ×   | ×  | C    | C     | ×  | W   |
| トイ・ストーリー                        | ×   | ×   | ×    | ×    | ×     | ×   | ×  | C    | W     | ×  | W   |
| ノートルダムの鐘                        | ×   | ×   | ×    | ×    | ×     | ×   | W  | C    | ×     | ×  | W   |
| ヘラクレス                              | W   | W   | W    | W    | W     | W   | ×  | W    | W     | W  | W   |
| ムーラン                                | C   | C   | W    | ×    | ×     | ×   | ×  | C    | ×     | ×  | W   |
| ターザン                                | W   | ×   | ×    | ×    | ×     | ×   | ×  | ×    | ×     | ×  | ×   |
| モンスターズ・インク                    | ×   | ×   | ×    | ×    | ×     | ×   | ×  | C    | W     | ×  | W   |
| リロ・アンド・スティッチ                | －  | ×   | C    | ×    | ×     | W   | ×  | C    | C     | ×  | W   |
| パイレーツ・オブ・カリビアン            | －  | ×   | W    | ×    | ×     | ×   | ×  | ×    | W     | ×  | ×   |
| ミッキー・ドナルド・グーフィーの三銃士  | －  | ×   | ×    | ×    | ×     | ×   | W  | C    | ×     | ×  | W   |
| Mr.インクレディブル                     | －  | －  | －   | －   | －    | －  | － | C    | ×     | ×  | ×   |
| チキン・リトル                          | －  | －  | C    | ×    | ×     | ×   | ×  | C    | ×     | ×  | ×   |
| レミーのおいしいレストラン              | －  | －  | －   | ×    | ×     | ×   | ×  | ×    | C     | ×  | C   |
| 塔の上のラプンツェル                    | －  | －  | －   | －   | －    | －  | ×  | C    | W     | ×  | W   |
| トロン: レガシー                        | －  | －  | －   | －   | －    | －  | W  | C    | ×     | ×  | W   |
| シュガー・ラッシュ                      | －  | －  | －   | －   | －    | －  | － | W    | C     | ×  | ×   |
| アナと雪の女王                          | －  | －  | －   | －   | －    | －  | － | C    | W     | ×  | W   |
| ベイマックス                            | －  | －  | －   | －   | －    | －  | － | C    | W     | ×  | W   |
| ズートピア                              | －  | －  | －   | －   | －    | －  | － | C    | ×     | ×  | ×   |
| モアナと伝説の海                        | －  | －  | －   | －   | －    | －  | － | C    | ×     | ×  | ×   |
| リメンバー・ミー                        | －  | －  | －   | －   | －    | －  | － | C    | ×     | ×  | ×   |
| 2分の1の魔法                            | －  | －  | －   | －   | －    | －  | － | C    | －    | ×  | ×   |
| ソウルフル・ワールド                    | －  | －  | －   | －   | －    | －  | － | C    | ×     | ×  | ×   |
| ファイナルファンタジーVI                | ×   | ×   | ○    | ×    | ×     | ×   | ×  | ○    | ×     | ×  | ×   |
| ファイナルファンタジーVII               | ○   | ○   | ○    | ×    | ○     | ○   | ×  | ○    | ○     | ×  | ×   |
| ファイナルファンタジーVIII              | ○   | ○   | ○    | ×    | ○     | ×   | ×  | ○    | ○     | ×  | ×   |
| ファイナルファンタジーIX                | ×   | ×   | ○    | ×    | ×     | ×   | ×  | ○    | ×     | ×  | ×   |
| ファイナルファンタジーX                 | ○   | ○   | ○    | ×    | ○     | ×   | ×  | ○    | ×     | ×  | ×   |
| ファイナルファンタジーX-2               | －  | ×   | ○    | ×    | ×     | ×   | ×  | ○    | ×     | ×  | ×   |
| すばらしきこのせかい                    | －  | －  | －   | ×    | ×     | ×   | ○  | ○    | ×     | ×  | ×   |
| ワールド オブ ファイナルファンタジー    | －  | －  | －   | －   | －    | －  | － | ○    | ×     | ×  | ×   |
| ファイナルファンタジー レコードキーパー | －  | －  | －   | －   | －    | －  | － | ○    | ×     | ×  | ×   |

## 世界設定

### 世界
『KH』シリーズには「星の大海」または「異空の海」と呼ばれる、宇宙に相当する広大な空間がある。それぞれの世界は大きな区分として、「光の世界」「闇の世界」「狭間の世界」がある。またそれら以外にも様々な世界が存在し、ソラたちは仲間たちと共にそれらの世界を守るために冒険していく。
光の世界
ソラたちが冒険することになる主な世界。「星の大海」で光る星の一つ一つが「ワールド」であり、ディズニー作品をモチーフとしたワールド、シリーズオリジナルのワールド（「デスティニーアイランド」や「ホロウバスティオン（レイディアントガーデン）」）など、様々な世界が点在している。世界同士はそれぞれが見えない殻で覆われており、本来は外界からの訪問者を寄せ付けることはない。しかし、「世界の心の扉」が開かれると、覆われていた殻が割れて流星群となって降り注ぐ。この割れた殻の欠片を「グミブロック」と言い、グミブロックで組み立てられた船である「グミシップ」でその世界に来訪することが可能となる。『KHII』では世界を覆う殻が修復された為グミシップで来訪できなくなっていたが、世界が用意した回廊のゲートを開くことで、再び世界に来訪することが可能となった。この他にも闇の回廊を通る方法、異空の回廊を通る方法、星のカケラなど、グミシップを使用しなくても別の世界へと移動する手段はいくつか存在する。こうした場合、世界同士が互いに必要以上に干渉し合えば、秩序を乱すことも有り得るので、その世界や住民たちに合わせた言動を取らなければならない。従って、このことを理解しているキーブレード使いなど一部の者を除けば、大抵の世界に住む人々は、自分たちの住む世界とは異なる世界があることを知らない。また『3D』にて、異なるワールド同士では時間の流れが異なることも判明した。
闇の世界
「光の世界」を平面状の空間として見た時、その裏側の階層に存在しているのが「闇の世界」とされている。「闇の世界」の全容はシナリオ上ではほとんど明かされておらず、光の世界と比べて強力な力を持つ膨大な数のハートレス(ピュアブラッド)が生息していること、時が流れない閉ざされた空間である(アクアによると時間の概念がない)こと、光の世界のワールドが心を奪われ闇に飲まれた場合にこの世界に取り込まれ融合すること以外は依然として謎に包まれている。また「闇の世界」は、「光の世界」や「狭間の世界」のようにグミシップなどでの往来ができないため、闇の力を持たない者（闇の回廊を開く事ができない者）が「闇の世界」に入り込んだ場合は、元の世界に戻る事はほぼ不可能に近い。現在、この世界に来訪する方法は、闇の回廊、「目覚めの力」、「闇の扉」、「光の扉」の4つが判明している。作中で何度か登場する「闇の海岸」は、闇の世界と狭間の世界との境界であり、闇の世界又は狭間の世界から砂浜側に訪れることができる。また、海側は「闇の深淵」となっている。
狭間の世界
光と闇の二つの階層の間に存在している世界。「トラヴァースタウン」「忘却の城（旅立ちの地）」「トワイライトタウン」「不思議な塔」「存在しなかった世界」が該当する。「光の世界」に比べて数がかなり少ない。この世界にも街や住民などが存在する場合があるため、一見すれば「光の世界」と大差ないように思えるが、光と闇の双方の世界と違い、比較的不安定な位置にあるため、「光の世界」とも法則やルールが異なっている。しばしば闇の回廊が独りでに開き、世界が闇に飲まれて消えた際に、その世界の住人が回廊を通じて弾き出されることがある。
精神世界
「星の大海」や「異空の回廊」とは別に人々の心の中に存在する世界で、『KH』に出現する「目覚めの園」などがこれに該当する。目覚めの園は主にステンドグラスのような円形の床で構成されており、それぞれの心理状態やこれから起こりうる出来事を示唆するもの、その人物に関係のある絵柄などが描かれている。「目覚めの園」の先には、「終わりの世界」が存在している。
データ世界
『coded』で最初の旅でのジミニーメモに書かれていた謎のメッセージを解読するため、王様たちがメモをデータ化した世界。解析した際にメモの中のいくつかの世界でバグが出ていたため、王様はデスティニーアイランドを旅立つ前のデータ・ソラにデータを修復する能力を与え、メモの中の世界を冒険させた。またジミニーメモにおけるリクは、ジミニーメモがバグの影響でバラバラになったデータを完全に戻せなかったため、記録を保管する器として選ばれた「ジミニーメモそのもの」である。様々な世界のことが記録されていることから、現実世界でも大きな影響力を持ち、マレフィセントは世界を支配する手掛かりとして狙っている。また、『KH2』でもデータ上にもう一つのトワイライトタウンが構築されている。
『Uχ』では予知書が無くとも世界を構成できるようにと、戦争前にマスター・オブ・マスターがデータとして複製していた世界を冒険する。この中でダンデライオン達はキーブレード戦争開戦前までの過去を追体験している。しかし後にユニオンリーダーやダンデライオン達が戦争後に退避したデイブレイクタウン自体がデータである事が判明。更にそのデータ世界は「闇」を封じ込めるための檻のようなもので、彼らもまた閉じ込められていた事が明かされる。
眠りに閉ざされた世界
『KH』でのソラたちの活躍により、闇の探究者アンセムによって闇に飲み込まれた世界の多くは再生したが、一部の世界は再生が不完全なため、眠ったまま取り残されてしまった。「眠りに閉ざされた世界」とは眠っている世界が見ている夢の世界のことであり、闇に飲まれた時に時間が止まったために時間の概念がなく、かつて世界で起きた出来事を繰り返しているような状態になっている。「眠りに閉ざされた世界」の住民の中で現在本人が別の世界にいる状態でも、世界自体が夢でその人物の存在を補完している。「眠りに閉ざされた世界」ではゲートが通じず、ハートレスですら侵入することができないが、この世界にはハートレスとは異なる闇の存在「ドリームイーター」が存在する。眠りに閉ざされた世界のどこかにある「眠りの鍵穴」を開くことで、世界は眠りから覚め、完全に再生すると言われている。
ソラとリクはマスター承認試験として「眠りの鍵穴」を閉ざして世界を眠りから覚めさせるという任務を受け、イェン・シッドの魔法で過去に時間移動して闇に飲まれる直前のデスティニーアイランドに行き、デスティニーアイランドが闇に飲まれて眠りに落ちる瞬間に「眠りに閉ざされた世界」に入り込むことに成功した。しかし、ソラとリクは気付くとそれぞれ別々の「眠りに閉ざされた世界」のトラヴァースタウンにおり、並行世界でもなく過去でも未来でもない同じようで違う世界をそれぞれ冒険していくことになり、後に本当の「眠りに閉ざされた世界」を冒険していたのはソラの方で、リクが冒険していたのは「眠りに閉ざされた世界を冒険するソラの夢の世界」であったことが判明する。
虚構の世界
『KH』シリーズの現実の世界とは別の世界で「実際にない、作り上げたフィクションの世界=見知らぬ未知の世界」。上記の世界を全て「表側の世界」とすると、こちらは声すら届かない「裏側の世界」とされる。現在確認できるのは渋谷に似たワールド「クァッドラトゥム」で、他にも『KH3』のシークレットムービーではリクが夢の中で新宿のような場所を歩いている。また、「名もなき星＝強い意志を持つ彼女」や「ヨゾラ」は「裏側の世界」の出身地で、その「裏側の世界=非現実の世界」に入り込んだ場合は、「古のキーブレードマスター」が詳しく知っているらしく、元の世界に戻る事は「目覚めの力」で使用するリクのみで、ソラはすでに「目覚めの力」を失っており、この「裏側の世界」で目を覚まし、一先ずは無事な姿が確認されている。
見知らぬ新たな未知の世界
本作の『KH』シリーズの現実の世界とは異なる「特殊な未知の世界=もう一つの非現実の世界」。これは『ディズニー・実写化映画』の舞台と同様だが、同作の世界そのものという訳でないらしい。ちなみにその「見たことの無いもう一つの非現実の世界」のことは「古のキーブレードマスターたち」も詳しく知らないらしい。

### 世界の秩序
上記の通り、各世界は見えない殻のような物で覆われている為に世界を跨いでの交流が起こる事はなく、キーブレード使いや一部の人物（主に各世界の要人）を除いた世界の住民達は異世界の存在を知らない。その為、異世界の存在を知り、なおかつ移動する手段を持つ者が安易に異世界を渡り歩く事は「世界の混乱を招く」として、自主的に避けられる傾向にある。何らかの理由で他の世界を訪れる際は、住民達に異世界から来たことを知られぬように行動や言動に気を付けなければならず、場合によっては訪問者が「秩序の魔法」でその世界の住民に合わせた姿に変化しなければならない。
作中では、ソラ達が異世界からの訪問者である事を現地住民に知られるケースが多々描写されているが、現実世界ほどの高度な情報システムが存在しないワールドが多いためか特に問題にはなっておらず、混乱を招く程の規模で住民達に知られなければ、上記の掟に縛られない様子も窺える。また、『DR』ではその世界に秩序を理解できる存在がいる場合のみ適用される旨も語られる。しかし『KH3』の作中ではドナルドが口を酸っぱくするほどに何度も警告している。

### 「扉」と「鍵穴」
人が心を持つように、全ての生命には心があり、それは世界も例外ではない。世界の心は「扉」と「鍵穴」によって守られており、各世界の扉(鍵穴)は通常閉じられていて、鍵穴自体は普段は目に見えない状態になっている（しかし幼き頃のリクはデスティニーアイランドの鍵穴を見ることができている）。鍵穴が開く(扉が開く)と世界を守る壁が崩壊し、外界からの危機を招き入れる危険性を孕んだ状態となる。『KH』では各世界の鍵穴が開かれた状態となっていた。そして、鍵穴から侵入したハートレスに心が奪われれば、その世界は闇に飲み込まれて消滅してしまう。鍵穴はキーブレードをかざすことによって出現し、鍵をかけることができる。ハートレスから世界の心を守るためにはキーブレードで鍵穴を閉じるしかなく、『KH』ではソラが各世界の鍵穴を閉じて回っていた。この他にも様々な種類の扉と鍵穴が存在し、『KHII』では、回廊のゲートの鍵穴の他にピートが過去につながる扉を呼び出したり、ゼムナスとの決着をつけさせるために世界が扉を用意していた。『BbS』ではエラクゥスが異空の回廊への鍵穴を開いている。『Re:コーデッド』では、データ世界の鍵穴を開きバグを取り除いた。また、『KHIIID』の眠りに閉ざされた世界では「眠りの鍵穴」と呼ばれるものが存在し、解放することで世界が夢から覚め、外部からの干渉が可能になる。
『KH』では闇の探究者アンセムに統率されたハートレスによっていくつかの世界は壁が崩れた状態だった。そして、グミシップのパーツにその崩れた壁を取り付けていたために自由に世界を行き来することができた。心を失って消滅した世界は、ソラ、リク、王様が闇の扉を閉じることで再生し、別世界に迷い込んだ住人や闇に飲まれて消えていった(眠っている)住人たちも元の世界に戻った。そのため『KHII』では世界を守る壁も修復しており、以前の道を通ることができなくなったが、代わりに世界そのものがハートレスとXIII機関の脅威に対抗するため、ソラたちに新たな道を用意し、キーブレードによって導かれた世界に来航できるようにしてくれたおかげで、再びグミシップで自由に世界を渡り歩くことができるようになった。

### キーブレード戦争
伝説に残る、キーブレードの使い手同士が繰り広げた戦争。かつて世界を隔てる壁はなく世界中に光が溢れており、それは目に見えないキングダムハーツの恩恵だと信じられてきた。しかし、大いなる光の心キングダムハーツを手に入れようと複数の勢力同士による光の奪い合いが始まり、人々の心に闇が生まれた。キングダムハーツを奪おうとした者たちは、キングダムハーツと対を成すように存在していたχ（キー）ブレードを模したキーブレードを造り出し、キーブレードを光を守るために使い始めた者たちと対立して戦火は拡大し、戦いに参加していなかった世界も巻き込んでいき、その結果ほとんどのキーブレード使いが命を落とした。さらにχブレードは砕け、キングダムハーツも闇に飲まれたことで全ての世界は闇に覆われてしまった。その後、子供たちの心の光から今の世界が誕生し、その光は「7つの純粋な光の心」となった。その影響で、砕けたχブレードの欠片は「7つの純粋な光の意思と13の純粋な闇の意志」となった。χブレードからわかれた光の数が7つなのは純粋な光の心を守護するためである。キングダムハーツが闇に飲まれたことにより、元々一つであった世界はバラバラになり、二度とこのような争いが起こることのないよう壁によって隔てられた。現在の光の世界の多くに闇の存在がはびこっているのも、キングダムハーツが闇に飲まれていることの影響である。そして、世界に存在する「7つの純粋な光の心」を集めて「人の心のキーブレード」を造り出さなければ、キングダムハーツに近付くことはできなくなった。これがマスター・ゼアノートとイェン・シッドが語ったキーブレード戦争の言い伝えである。
カイリの祖母がカイリに聞かせていたおとぎ話はこれと類似している点が多く、別の形でのキーブレード戦争の伝承とも考えられる。また、マスター・ゼアノートが「キーブレード戦争を再来させれば世界を再編できるのではないか」と語っていたように、この伝承は現在判明している部分の他に様々な仮説が推測されるが、その詳細に関しては明確な記録が少ないため、現時点では不明である点が多い。
キーブレード戦争の戦場となった荒野には、未だにおびただしい数のキーブレードが見渡す限り突き刺さったままとなっている。まるで彼らキーブレード使いの眠りを守るかのような光景から、その地は後に「キーブレード墓場」と呼ばれるようになった。
『3D』にて復活を果たしたマスター・ゼアノートは、さほど遠くない未来において、自身を含めた「13の純粋な闇の意志（または「13人の闇の探求者）」及び「真のXIII機関」）」と、キーブレード使いであるソラ達「7つの純粋な光の意思（または「7人の光の守護者」）」が揃い、「χブレードの誕生」と「キーブレード戦争の再来」が起こるであろうと予言している。
『χ』で明かされた所によると、疑心暗鬼に陥った予知者達のいざこざと、そこに端を発したキーブレード使い達のユニオン間の諍いやルクス回収の激化が戦争勃発の原因であった。この際にキーブレード使いの殆どは命を落としたが、ダンデライオンとして選別されていた一部のキーブレード使いと、それを取りまとめる5人のユニオンリーダーは別の世界に移動しており、戦争を生き延びている。更に『χ』の主人公も戦争に参加したものの救出されている。これ以降、予知者達は姿を消し、伝承の通り世界はバラバラに分離した。但し、これまで語られていたキングダムハーツやχブレードに関しては『χ』作中では詳しく触れられていない。
『Uχ』では、実はこの戦争の原因となった予知者達の不和も、予知書のロストページを利用したマスター・オブ・マスターの計略であり、負の感情を高める事で始祖の闇13体の7体を予知者達に宿らせる為だった。そしてそれもまた、始祖の闇を倒すための布石であった。また、マスター・オブ・マスター曰く、広義で言う「キーブレード戦争」とは彼の少年時代に始まった「光と闇の争い」を指し、その意味ではこの予知者達の不和から始まった戦争も「キーブレード戦争の開戦」ではないとの事。

### キーブレード使いの役割
生き残ったキーブレード使いたちはキーブレード戦争以来、それぞれの光から新たに再生された世界を守るために影ながら世界の秩序を見守り、それらの世界に悪影響を及ぼす様々な脅威から世界と人々を救う役割を担うようになった。このように光の世界を守るためにキーブレードを振るう者は「キーブレードの勇者」と呼ばれる。キーブレード使いたちは「異空の回廊」を開いて鎧を纏い、キーブレードライドによって通行する事で別世界への往来ができる。しかし、前述の理由から無断で別世界へ訪れる事は例えキーブレード使いであっても原則として認められておらず、また往来した時も自身や外界の事情を明かすのは極力控える必要がある。とはいえ、いざという時はその世界の住人と協力して世界の平和を守り、その人々と交流を持つ事もあり、事実、ソラたちやヴェントゥスたちも訪れた世界で出会った仲間たちと共にトラブルを解決し、彼等との絆を深めていき、それを力として世界を救ってきた。
キーブレード使いの素質を持つ者は「キーブレードマスター」によって継承の儀式を受けキーブレードを扱う資格を得る。その後キーブレードマスターの指導の下にキーブレードに選ばれる心技を教わる。キーブレードに選ばれた後は更に修行して技や魔法などを習得して世界の平和を守り、マスターから認められる事で新たなキーブレードマスターとなる。その際、弟子の力量を見極める必要がある場合は承認試験が行われ、その結果で最終判断される。マスターとして承認された者は、世界の監視と後任の指導を任せられるようになる。また、キーブレードマスターは代々1人正統後継者が定められ、旅立ちの地を守護する役割を担っている。また、キーブレードマスターには代々継承されるキーブレードが存在し、その中でもマスター・ゼアノートが手にしたキーブレードは最古の一振りである。このキーブレードは、おとぎ話の時代にマスター・オブ・マスターが弟子のルシュに託したものであり、ルシュは弟子から弟子へキーブレードを継承する使命を与えられている。エラクゥスは旅立ちの地を、マスター・ゼアノートはキーブレードをそれぞれ師から継承している。
ソラとリクの場合はこれら本来のキーブレード使いとは異なり、修行をする前からキーブレードを手に入れ、キングダムハーツやキーブレードなどに纏わる真実について知らなかった事もあり、旅の中でキーブレードの能力を我流で習得していた。特にソラは継承の儀式を受けていないにも関わらずキーブレードに認められるという例外中の例外である。このように、キーブレード使いたちはキーブレードに選ばれる事で世界を守る役割を担うようになるが、『KH』のアンセムレポートやキーブレード戦争の伝説でも語られているように、この能力を悪用する者も存在し、『BbS』から現時点までではマスター・ゼアノートやヴィランズ、XIII機関などが登場している。しかし、そのどれもがソラたちによって防がれ、これらの脅威から守られてきた。
『3D』時点で確認されているキーブレード使いは、ソラたちやマスターの座を引退したイェン・シッド、さらにはヴェントゥスの心の闇が具現化した存在であるヴァニタスや、ソラのノーバディであるロクサスとその能力を共有していたシオンを含めてもわずか数える程しか存在していないが、後にXIII機関に紛れ込んでいるとされる古のキーブレード使い、『KHIII』のシークレットムービーで正体を明かした人物、再びこの世界に現れたロストマスターなど、彼ら以外のキーブレード使いが存在する可能性も示唆されている。また、『BbS』での出来事からテラたちがそれぞれ行方知れずとなった事で、『KH』開始直前までこの役割を果たしていたのは事実上ミッキー（王様）だけだったが、テラたちからキーブレード使いとしての資格を受け継いだソラ、リク、カイリがキーブレードを手に入れた事で物語が動き出し、彼等も世界を脅やかす様々な脅威に立ち向かっていき、また自分たちに課せられた運命とも向き合うために仲間たちと共に様々な世界を冒険する事になった。

## 主なキーワード
物語に関連するキーワードを記載する。

### キーアイテム
物語の中で重要な役割を果たすアイテム。
キーブレード (Keyblade)
鍵状の刀身を持つ剣。おとぎ話の時代にマスター・オブ・マスターが「χ（キー）ブレード」を模して作り出した人工物。
持つ資格がある者の心の数だけ存在し、「心が強い者」「キーブレードの継承の儀式を受けた者」という条件を満たした者のみが扱うことができる。キーブレード自体に善悪の区分はないため、資格を持っていれば闇の勢力の者でも扱うことができる。
キーブレードを使えるようになるためには、キーブレードマスターの持つキーブレードに触れるという「継承の儀式」を行う必要がある。継承を受けた者がすぐにキーブレードを使えるようになるわけではないが、相応の力があればいずれキーブレードが使い手としてその者を選び、目の前に現れる（テラはキーブレードマスターではないが、マスター相応の力を備えているため、リクに「継承の儀式」を行えた）。継承には持ち主の意思は関係ないようで、条件さえ満たしていれば無意識の内に資格を継承してしまう場合がある。また、本来なら「継承の儀式」の後にキーブレードを呼び出す段階から修業を行っており、作中のキーブレード使いは全員儀式を経ているが、ソラだけは「継承の儀式」を行なっていないにも関わらず、キーブレードを扱うことができる。『Days』に登場するシオンもキーブレードを使えるが、それはロクサスの能力をコピーして得たもので、あくまで能力が同じだけの偽物である。それに対して、ソラのノーバディであるロクサスが使うキーブレードは正真正銘の本物であったため、リクを驚愕させていた。
『BbS』から『KHII』に至るまでキーブレードの所有者は十数名程度しか登場しないが、伝説に残る「キーブレード戦争」ではかつて世界中にキーブレード使いが存在しており、その戦争でほぼ全てのキーブレード使いが命を落としたという言い伝えがある。かつて光を奪うために造られたキーブレードを光を守るために使い始めた者たちが「キーブレードの勇者」と呼ばれるようになったと伝えられている。全貌は現状ではまだほとんど明かされておらず、『KH』シリーズを象徴するアイテムであるのと同時に、最も大きな謎の一つであると言える。
ハートレスやノーバディ、アンヴァースのような存在に対して絶大な威力を持つ。「ブレード」と名はついているが、その多くは斬るというより打撃のような攻撃を行う。その他にも魔法や魔力を集中させて攻撃力を高めたり、魔力を凝縮した攻撃を放つことができる。また有資格者の力が増すと、両手から離れて意思を持つように動く（ソラ・ファイナルフォーム）、ムチや弓矢、大砲にまで自在に形を変える（テラ/留まりし思念）、乗り物に変形させて星の大海を渡る「キーブレードライド」（テラ・ヴェントゥス・アクア）といった様々な能力を見せつける。また、マスター相応の力を持つ者は心の扉を開けて他者や自分の心を取り出すことすらも可能である。
キーブレードは本来1人につき1本しか使えないはずなのだが、自分以外のキーブレード使いの心を宿していた場合に限り2本同時に使うことができる。ヴェントゥスの心を宿したことでソラは使え、そのノーバディであるロクサスもまた同様の理由だと思われる。ただし、心を複数所持しているからといって初めから二刀流になれるわけではなく、宿している心を覚醒させる必要がある（ロクサスの場合、『Days』でのシオン消滅がこれにあたる）ことが明らかになっている。
世界中のあらゆる鍵を自由に封印・解放できる力を持っており、その力を厭うハートレスや、その力を利用しようとするXIII機関に狙われている。またもう一つの能力としてハートレスを倒すと闇に飲まれてハートレス化した心を元の姿へ帰すことができるが、心を抜かれた身体がノーバディになっている場合は、ノーバディと化したその身体が第三者によって倒されるまで心は浮遊状態となり、元の姿に戻ることはできない。なお、元の姿に戻った者は、自分が元々存在していた世界に飛ばされるため、ゲーム中に倒したハートレスが元の姿に戻る描写はない。
根元にキーチェーンを付けることが可能で、キーチェーンを付け替えることにより姿形や能力ががらりと変わり、中には全く鍵の意匠を残さないものもある。その中には『ファイナルファンタジーシリーズ』によく出てくる剣『アルテマウェポン』も存在し、アルテマウェポンのみ作品ごとに形状が違う場合がある。
普段は実体がないが、必要時には所有者の意思に応じてその姿を顕現させ、離れた位置や他者の手の内にあっても自在に手元に戻せるため、奪われたりすることはない。
キーブレードの系統
3つの系統にわかれる。まず「世界の心のキーブレード」と呼ばれる内の、「光の世界のキーブレード」と「闇の世界のキーブレード」があるが、これはその名の通りどちらの世界で入手したものかという、内鍵と外鍵程度の違いでしかなく、能力の差異はない。
3つ目の系統「人の心のキーブレード」は、セブンプリンセスの「7つの純粋な光の心」を集約させて完成する人工的なキーブレードであり、『KH』では「世界の心のキングダムハーツへ続く鍵穴（闇へと通じる鍵穴）」と同時に出現した。闇の探求者アンセムは、「人の心の扉を開くキーブレード」と呼んでおり、これを用いることで本来ならばキーブレードマスターにしかできない人の心を取り出すことが可能となる。この鍵は「キーブレード戦争」の後に誕生したもので、本来ならこのキーブレードがなくてはキングダムハーツには辿り着けないと言われている。
χブレード
読みは「キーブレード」。読み方は同じだが、先述した3系統のキーブレードとは似て非なる存在であり、終焉・死を意味するχ（キー、またはカイと読む。物語中では小文字準拠）の文字を用いて表記する。「全ての世界の心が集約されたキングダムハーツ（以下、真のキングダムハーツと表記する）」と対の存在であり、キングダムハーツを呼び出し、その扉を開くことができる唯一の鍵で、全てのキーブレードはこの鍵を模して造られている。
キーブレード戦争時のχブレードは、世界が闇に覆われた際に砕け散り、それによって「真のキングダムハーツ」も闇の奥深くに閉ざされた。後に世界が再生し、「7つの純粋な光の心」が誕生した影響で、砕けたχブレードの欠片は「7つの純粋な光の意思と13の純粋な闇の意思」にわかれた。
χブレードは純粋な光の心と純粋な闇の心が均等な力でぶつかりあった時に完成し、なおかつその割合を砕けたχブレードの欠片と等しくすることが正しい手順である。マスター・ゼアノートは、かつてヴェントゥスとヴァニタスを純粋な光と闇の代用としたが失敗に終わり、その後はキーブレード使いを7つの光、自分自身とその分身を13の闇に見立て、その「7人の光の守護者（もしくはセブンプリンセス）と13人の闇の探究者」の衝突によってχブレードを完成させようと目論んでいる。そして、χブレードの誕生と同時に「真のキングダムハーツ」も出現する。これによりキーブレード戦争を再び引き起こし、キングダムハーツの扉を開き、光と闇の均衡した世界を創造することがマスター・ゼアノートの長きに渡る計画である。
キングダムハーツ (Kingdom Hearts)
「世界の中心」「大いなる心」「王国の心」とも呼ばれる、心の集合体。アンセムは「世界の心がつながり、全ての心が帰る場所」と推測しているが詳細は不明で、またその性質によって形は一定ではない。本シリーズのタイトルにもなっているように劇中では重要な位置を占めており、敵となる存在が何度も完成を目論んでは主人公たちに阻止されてきた。
『KH』には、「世界の心のキングダムハーツ」が登場した。このキングダムハーツはハートレスが奪った世界の心で構成されており、光の世界と闇の世界をつなぐ「闇の扉」（後述参照）の奥に存在するものであった。闇の探求者アンセム（テラ=ゼアノートのハートレス）はマレフィセントらヴィランズの影で暗躍し、ホロウバスティオンを拠点とし、ハートレスを使い数々の世界を闇へと飲み込ませていった。また彼はヴィランズを使い、純粋な光の心を持つ七人のプリンセスたちをあらゆる世界から探し出して連れ去り、集めたプリンセスの力で「闇へと通じる鍵穴」を呼び出した。同時に、この鍵穴を解放するための鍵として彼女たちの心から「人の心のキーブレード」を作り出す。解き放たれた鍵穴から全世界にハートレスを溢れ出させ、また、開かれた闇への入り口からキングダムハーツへ辿り着けると考えていたのだ。しかし、カイリの心が欠けていたためキーブレードは完成せず、「鍵穴」はソラによって封印されることになる。しかし彼は、闇の中心と呼ばれるエンド・オブ・ザ・ワールドにてキングダムハーツへと直接続く「闇の扉」を開き、光の世界の全てを闇に包もうと既に動いていた。アンセムの呼び掛けに応じるように、ソラたちの前で「闇の扉」が開かれようとしたその時、闇の奥に光があると信じたソラの言う通り、扉の隙間から強烈な光が射し込み、光に触れたアンセムは跡形もなく消え去った。彼が消滅したことでハートレスの統率はなくなり、一箇所に集められていた世界の心が解放されたことで、探求者の野望と共に「世界の心のキングダムハーツ」は消滅した。なお、このキングダムハーツは闇の探求者アンセムがハートレスを使って作らせたもののため、人工物という区分けになっている。
『Days』『KHII』では、XIII機関が「人の心のキングダムハーツ」を作り出そうとしており、指導者のゼムナスを始めとするXIII機関はこれと融合して完全な存在になろうとしていた。「人の心のキングダムハーツ」は、本来ハートレスがキーブレードで倒されることによって元の姿へと戻る心を奪い、一箇所に結集させることで完成するもので、これにより心が帰るべき場所を失い、世界に悪影響を及ぼしていた。XIII機関の本拠地である「存在しなかった世界」の空に、ハート型の月の形で浮かんでいる。「人の心のキングダムハーツ」はあくまでXIII機関が作り出した人工物であり、真のキングダムハーツではない。ソラたちの冒険によって完成直前まで至るが、賢者アンセムの作った装置により分解され、ゼムナスは分解されたキングダムハーツと融合してソラたちを葬ろうとするが、ソラとリクの前に敗れて消滅した。『KHIIID』にてゼムナスの真の目的は、このキングダムハーツを媒介として機関メンバーにゼアノートの心を植え付けることだったと判明した。
『BbS』でマスター・ゼアノートが呼び出そうとしたのは「全ての世界の心が集約されたキングダムハーツ」で、これはχブレードの完成と同時に現れるものである。前記の「世界の心のキングダムハーツ」と同じように世界の心で作られたものだが、世界を崩壊させて人為的に集められた前者と違い、こちらは完成型のキングダムハーツそのものであるという。ゼアノートレポートによると、このキングダムハーツの扉を開けることは、新世界の創造へつながるとされ、扉を開いた者も人ならざる者へと生まれ変わる。マスター・ゼアノートは周到な計画によって伝説のキーブレード戦争を再来させ、さらにテラの体を乗っ取ることで老いた体を捨て去り、その先に待つ未来を見届けようとした。χブレードが完成したことで野望は果たされようとしていたが、テラ・ヴェントゥス・アクアの絆の力の前に彼の計画は打ち砕かれた。
「キーブレード戦争」では多くのキーブレード使いが「全ての世界の心が集約されたキングダムハーツ」を求めて争ったと言われている。戦争を経て世界が隔離された現在では、キングダムハーツに近付くには各ワールドに存在するセブンプリンセスの心を集め、「人の心のキーブレード」を作り世界の扉を開かなければならないという仕組みとなっている。そこでマスター・ゼアノートは「キーブレード戦争」の発端となったχブレードがあれば、セブンスプリンセスの心を集めなくともキングダムハーツを手に入れることができるという結論に達した。
『KHIII』ではマスター・ゼアノートの目論見通り、7人の光の守護者と13人の闇の探求者の衝突によって完全なχブレードが完成し、真のキングダムハーツが出現。更にχブレードによって扉を開かれた事で闇へと染まってしまう。しかし光の守護者達はマスター・ゼアノートを別の世界に飛ばし、扉を抑えている間に討伐するという作戦に出る。結果、ポータルとなったマスター・ゼアノートと共にソラ、ドナルド、グーフィーはスカラ・アド・カエルムへと飛び、最後の戦いに挑む事となった。その後、マスター・ゼアノートによってスカラ・アド・カエルムにもキングダムハーツが出現させられる。最後は負けを認めたマスター・ゼアノートにχブレードを託されたソラと他のキーブレード使いが力を合わせて扉を閉じ、真のキングダムハーツも消滅した。
『DR』の時代では「7つの真の光によって発現し、世界を浄化する」と考えられており、その浄化によって真の闇すらも払われるかもしれないとされていた。しかしバルドルの闇曰く、本当の発現方法は13の光を闇に落とす事であり、浄化とは世界のリセット＝一旦闇へと還る意味であるとの事。この時はゼアノートが闇をバルドルごと葬った事で阻止されたが、この一件で思想に大きな影響を受けたゼアノートが数十年の後に自らキングダムハーツを追い求めるという皮肉な結果となった。
予知書
マスター・オブ・マスターが自らの6人の弟子のうち予知者に選んだ5人の弟子に与えた書物。
未来に起こる出来事がまるで見てきたかのように記されており、最後の一節には「彼の地の大戦によって 光は敗北し消滅する。世界は永遠の闇に覆われることとなる」という文章が記されている。
未来の世界や人物を再現して形成することが出来る力を持ち、キーブレード使いはこの世界のハートレスを倒すことでルクスと呼ばれる光を回収することが出来る。また、フラグメントと呼ばれるカード或いはメダルを生み出すことが出来る。これは、カードやメダルを媒介として未来の力を行使するもので、未熟なキーブレード使いやキーブレードをサポートすることが出来る。遥かおとぎ話の時代の出来事である『χ』にて、後の時代のワールドやその世界の住人が登場するのはこの為である。
マスター・オブ・マスターは、予知者に選ばなかった弟子のルシュに自分の片目を用いたキーブレードを託し、ある使命を与えている。このキーブレードはマスターの未来を見る目の役割を果たしており、このキーブレードをルシュが弟子から弟子へと継承していくことにより、マスターは未来の出来事が記された予知書を書き綴ることができる。これが、予知書の仕組みである。
キーブレード戦争後はアヴァの予知書がユニオンリーダーの一人であるブレインの手に渡っている。但し、本来マスター・オブ・マスターに渡すように指示されたのは別の人間であったが、アヴァが運命を変える可能性に賭けて敢えてそれに背き、ブレインに手渡していた。その予知書はブレインからエフェメラに託されている。

### 本作独自の世界
「星の大海」や「異空の回廊」に存在する、物語の舞台となる主な（本作オリジナルの）世界。
デスティニーアイランド
ソラとリクの故郷で、のどかで平和な南国風の世界。また、マスター・ゼアノートもかつてはこの世界の住人であった。島の人々が住む本島と、子供たちが遊び場として利用している離れ小島だけで形成される小さな世界で、ゼアノートは「何もない牢獄のような世界」「海に囲まれた牢獄」と評している。カイリはこの島の出身ではないが、幼少時にテラ＝ゼアノートによりレイディアントガーデンから外の世界へと送り出されてこの世界に辿り着き、以後は村長の家で育てられた。ソラ、リク、カイリの3人が秘密の遊び場としている洞窟には、この世界の「扉」と「鍵穴」が存在しており、鍵穴は幼い頃にキーブレードの資格をテラから継承していたリクにしか見えていなかった（カイリもアクアからキーブレードの資格を継承していたが、見えていたのかは不明）。3人は離れ小島で外の世界に行くためのイカダを作っていたが、そこから数奇な運命に巻き込まれていくこととなる。
この世界に古くから伝わる言い伝えで、星型をしている「パオプの実」を食べさせあった二人は永遠に結ばれると言われ、またその実を模して昔の船乗りたちが旅の無事を祈って身に着けていた「サラサ貝」で作ったお守りを身に着けていれば、どこにいても仲間と必ず再会できると言われている。カイリとアクアはこの言い伝えを聞いて仲間たちとずっと一緒にいられるようにそれぞれ「約束のお守り」「つながりのお守り」を作ってソラ、ヴェン、テラに渡した。
『BbS』ではかつて、テラとアクア、ヴェントゥスはこの世界に辿り着き、彼らはそれぞれ幼い頃のソラとリクと出会った。『KH』の時期にソラたちが外の世界への準備を進めていく中で、その日の夜にリクが扉を開いたことで一度島は崩壊し、ソラがダークサイドを倒した直後に消滅した。ソラたちが闇の探究者アンセム（ゼアノートのハートレス）を倒した事で元に戻り、カイリはここでリクとミッキーを探しに行ったソラたちを待ち続けていた。『KHII』でカイリはアクセルによって一時的にこの世界を離れてトワイライトタウンに辿り着き、異世界でのXIII機関との戦いの中でソラたちと再会し、それらの紆余曲折を経てカイリたちは再度ここに戻り、ソラたちも機関との戦いを終えた後に光に導かれてこの世界に帰還しカイリたちと再会した。
『3D』ではイェン・シッドに課せられたマスター承認試験を受ける際、眠りに閉ざされた世界を解放するためにソラとリクは1年前の過去に移動し、闇に飲まれる寸前のデスティニーアイランドから眠りの世界に入り込んだ（イェン・シッドの魔法をもってしても過去に移動するには移動先に自分自身がいなくてはならず、『KH』のソラとリクがいるデスティニーアイランドであれば時間移動が可能であった）。
『KHIII』ではソラ達はこの島を経由して闇の世界に入った。決戦前にはソラ、リク、カイリはここで過ごしており、ソラとカイリはパオプの実を食べさせ合っている。戦いの後は、共に戦った光の守護者のみならず、人間に戻ったサイクス（アイザ）やトワイライトタウンのハイネ達も含めたソラの仲間全員がここに集まって遊んだり思い思いに過ごしていたが、ソラはカイリの目の前で消えてしまう。
『DR』では、転生した『χ』プレイヤーがここで幼いゼアノートを育てていた事が判明する。彼（彼女）曰く、この島は名前通りの「運命の島」であり、闇から世界を救う「運命の子」と信じていたゼアノートを連れて来たと言う。
ディズニーキャッスル&ディズニータウン = タイムレス・リバー
王様（ミッキー）・ドナルド・グーフィーたちの故郷。王様が治める「ディズニーキャッスル」や、「ディズニータウン」という見た目も賑やかな城下町がある。ディズニーキャッスルが建設される前は「礎の丘」と呼ばれるのどかな草原地帯で、丘の脇を流れる川には当時ピートが船長を勤めていた「ウィリー号」があり、かつてミッキーもそこで働いていた。
ディズニーキャッスルは、謁見室の地下に納められた闇を払う力を持つ「光の礎」の力によりハートレスなどの外界からの脅威から守られ平和を保ってきたため、世界全体の平和の象徴とされている。城内にある中庭の地下にはグミシップの格納庫があり、チップとデールはここで船（グミシップ）の開発と整備を行い、通信でソラたちの航行のサポートをしていた。
ディズニータウンでは毎年「ドリーム・フェスティバル」という街を挙げての祝祭が開催され、様々な催し物が出展される。そのメインイベントである「ミリオン・ドリーム・アワード」では、それぞれが誰かの人気者である事を気付かせるという主旨の下に、人気投票により街一番の人気者を決め、その受賞者に賞品が授与されてきた。
『BbS』ではテラ、ヴェントゥス、アクアがそれぞれスクルージから貰ったチケットで、ドリーム・フェスティバルが行開催されていた頃のこの街を訪れ、トラブルを解決した功績からミリオン・ドリーム・アワードの受賞者に選ばれ、賞品である自分だけのオリジナルアイスを受け取った。
『KH』の時期に王様たちが旅に出てミニーたちが留守を任されていた間も、ディズニーキャッスルは光の礎のおかげで外界からの干渉を受ける事はなかったが、その一年後（『KHII』時）にマレフィセントとピートが過去の世界（タイムレスリバー）に通じる扉を手に入れて、それを悪用して礎の間にイバラを張り巡らせたために、光の礎の力が半減してしまい、城は一時ハートレスの脅威に曝されてしまった。駆け付けたソラたちがミニーとマーリンの協力で過去の世界へ降り立ち、ピートから光の礎を守り抜いた事で、城のイバラは消え去り平和が戻った。『KHIIFM+』ではその後に礎の間に謎の空間（キーブレード墓場）に続く入り口が出現し、そこを調べに入ったソラたちが留まりし思念となったテラと対面した。その後、ソラとドナルドたちは共にミニーとデイジーたちに見送られ再び旅立ち、XIII機関との戦いが終結して旅を終えて帰って来たミッキーたちをミニーたちは喜んで迎えた。
そして帰還したミッキーたちはジミニーメモに残されたメッセージを解析して真実を突き止め（『coded』時）、その事とイェン・シッドからのマスター承認試験の召集を手紙に書き留めてソラたちに伝えた。
トラヴァースタウン
闇の探求者アンセムが差し向けたハートレスによって心を奪われ、闇へと失われた世界の欠片によって作られた狭間の世界。住んでいた世界が消滅した時に「闇の回廊」を通って流れ着いた者たちが街を作り、身を寄せ合うように暮らしている。ここでは独りでに闇の回廊が口を開けることがあり、かつてプルートがこの町から王様の下へと辿り着いている。常に夜の暗闇に包まれており、1番街から5番街まである大きな街だが、街の各所にはハートレスやドリームイーターが出現するので決して安全な場所ではない。
かつてレイディアントガーデンを追われたシドが、幼いレオンたちを連れて逃げ込んだのもこの世界で、ソラたちがマレフィセントを倒すまではトラヴァースタウンで暮らしてきた。また、『KH』では王様はトラヴァースタウンに出現した「闇の回廊」から闇の世界に入り、デスティニーアイランドが崩壊した後にソラが「闇の回廊」を通って流れ着いた。その直後にドナルドとグーフィーに出会い、以後ソラたちの冒険の拠点となる。『KH』のエンディングで失われた世界が元に戻ったため、『KH』で登場したトラヴァースタウンは消滅しているが、トラヴァースタウンは行き場を失った者を受け入れる場としてその都度新たに形成されるため、『3D』では死神のゲームに巻き込まれた少年少女が「眠りに閉ざされた世界」に形成されたこの街へ流れ着いた。
レイディアントガーデン = ホロウバスティオン
かつて賢者アンセムが治めていた光の世界。カイリやレオン（スコール）たちの故郷であり、人間だった頃のアクセル（リア）とサイクス（アイザ）もこの世界で暮らしていた。本来は賢者アンセムの尽力もあり、美しい草花と清らかな水に囲まれた街並みに人々が平和に暮らす、まさに「レイディアントガーデン/Radiant Garden（輝ける庭）」の名に相応しい楽園のような世界だったが、ゼアノートが師であった賢者アンセムを追放した後に呼び寄せたハートレスに襲撃され、賢者アンセムの研究に目を付けたマレフィセントに乗っ取られた結果、「ホロウバスティオン/Hollow Bastion（虚ろなる城）」と呼ばれる荒廃した世界へと変貌してしまった。
賢者アンセムの城には、後にゼアノートが作ったハートレス製造装置と実験施設と世界の心の扉、謎の鎧とキーブレード（両方ともアクアのもの）が収められている「眠りの部屋」とそれらを含めるレイディアントガーデンのシステムを一手に管理するコンピューターが存在する。コンピュータープログラム内には全てのシステムを管理する人型のプログラムたちが住まう電脳空間「スペース・パラノイド」が存在し、その中にあるデータエリア「DTD（「Door To Darkness（闇の扉）」の略称）」には賢者アンセムの研究資料などのデータが収められており、パスワードを入力すればそれらを調べる事ができる。
『BbS』では、かつてテラ、ヴェントゥス、アクアはこの世界に降り立ち、それぞれが運命的な出会いと再会を果たした後に、再び外の世界へと旅立った。そしてアクアは眠るヴェントゥスを忘却の城に安置した後、テラの声に導かれて再びこの世界に辿り着き、テラの身体を乗っ取ったゼアノートと対決した。『KH』でのソラたちとアンセムとの決戦の後に住民たちが戻り、『KH2』の時点では帰郷したレオンたち「ホロウバスティオン再建委員会」と住民たちの手によって大部分が復興された。その後も管理プログラムのMCPの暴走や、ハートレスとノーバディ、そしてXIII機関の襲撃など、数々の危機に見舞われたが、ソラたちの協力でそれらを乗り越えた末に平和を取り戻し、トロンの活躍によりこの街の本来の名前を取り戻した。
エンド・オブ・ザ・ワールド
ハートレスによって失われた世界の破片で作られた世界。世界の闇の中心に存在しているといわれ、他の世界よりも強力なハートレスが多数生息している。グーフィーは「ハートレスの世界」と呼んでいた。FF7の「メテオを受け止めるホーリー」のような外観をしており、世界の終末を思わせる雰囲気を醸し出している。闇に飲み込んだ世界を閉じ込めている「世界の牢獄」と呼ばれる場所があるが、その中にはまだ闇に飲まれていない筈の世界の断片も見え隠れし、全てを闇に還す程の強大さと重圧感を放っている。最下層には、闇の世界に通じる「闇の扉」があり、扉の奥には闇の探求者アンセムが創り上げたキングダムハーツがある。ソラたちがアンセムを倒し、失われた世界が元に戻った事で消滅した。
旅立ちの地 = 忘却の城
歴代の正当後継者であるキーブレードマスターが治めてきた世界であり、テラ、アクア、ヴェントゥスが修業を続けていた地。マスター・ゼアノートの策略により正当後継者のマスター・エラクゥスが討たれ、さらにマスター・ゼアノートが強大な闇を呼び出したことで崩壊してしまう。しかしこの地には歴代のマスターによって仕掛けが施されており、この地を守る必要が出てきた場合には、マスター・エラクゥスのキーブレードで鍵穴を閉じる事により仕掛けが作動するようになっていた。アクアが眠りに着いたヴェントゥスを守るために鍵穴を閉じたことで、旅立ちの地は「忘却の城」へと姿を変え、ヴェントゥスを安置した「鍵穴」が存在するかつての玉座のある部屋は「目覚めの部屋」と呼ばれるようになり、ヴェントゥスが10年も間眠り続けている。
忘却の城と化してからは長い間誰も寄り付かない場所となっていたが、XIII機関により発見され、それ以降はXIII機関の研究施設として利用されていた。「訪れた者の記憶を忘却の彼方へと消し去る」という特殊な城で、機関No.11のマールーシャによって管理されている。地上は13階、地下は12階で構成されていて、それぞれが光（地上）と闇（地下）を象徴している。ナミネの力とXIII機関が作り出したカードによってそれぞれの階層と「白い部屋」にそのカードに描かれた世界を作り出し、訪れた者の記憶に作用する。その部屋で見知った人物との出会いを終えるかフロアを出てしまうと、その中で起きた出来事や出会った人物についての記憶は、「誰かに出会った」という事実以外一切思い出せなくなってしまう。これは、記憶に対するカードの効果が切れたときやカードの効果範囲外に出たときに起こる現象であり、カードを使わずに進んだ場合は、どこまで行っても白い部屋が続くだけのフロア構成となってしまう。
かつてナミネはこの城で生まれ、程なくしてXIII機関に捕らえられた。ゼムナスはこの城で記憶と心の関連について研究するのと同時にヴェントゥスの眠る「目覚めの部屋」を探していたが、城に配置された謎を解く事ができるのは鍵穴を閉じたアクアだけで、ゼムナスを含め城を管理していたXIII機関でさえ完全に構造を把握することは不可能であった。
『COM』でソラたちは地上で、リクは地下でそれぞれXIII機関と戦いながら城の中を進み、ソラたちはナミネを救い出した後に失われた記憶の再生のために眠りに着き、リクは闇の探求者アンセムとの決着の後に王様と共に城を出た。ソラたちはしばらくここで眠っていたが、後にディズとナミネによってトワイライトタウンへと移された。アクセルを除く機関員たちが倒された後も、XIII機関の使用していた設備や資料などが残されており、ヴィクセンが進めていた「レプリカ計画」に関係する記録もある。シオンはここで自らの出生の秘密を知ったことでXIII機関を抜け出し、ロクサスは自らの本体とも言えるヴェントゥスと近づき過ぎたことにより倒れてしまう。
『KH3』では光の世界に帰還したアクアによって封印が解かれ、本来の旅立ちの地へと戻った。同時に周囲の亀裂や破壊された箇所も再生し、薄暗かった空も明るくなった。ReMINDのリミットカットエピソードでは、リクがかつてテラと交わした約束を果たすために訪れている。
不思議な塔
イェン・シッドの住まう塔が建つ狭間の世界。イェン・シッドはキーブレードマスターを引退した後もここで様々な世界の監視を行い、訪れる者に助言を与えてきた。かつて王様はここでキーブレードと魔法の修行に励み、テラ、ヴェントゥス、アクアもここを訪れてイェン・シッドの助言を受けた。ここへはトワイライトタウンからでも電車で向かう事ができるため、『KHII』の時期に記憶の再生の眠りから目覚めたソラたちは王様の助言によって電車でこの塔へ赴き、ノーバディとXIII機関について教えられた後、新たな旅に出た。XIII機関との戦いが終わり、王様はジミニーメモのメッセージを解析した後（『Re:coded』時）に再びここに赴き、イェン・シッドからソラとリクのマスター承認試験の決定が言い渡された。以降も光の守護者達の拠点的な役割を果たしており、節目節目で彼らはここに集合している。
狭間の世界であるために法則が光の世界と異なっており、常に同じ場所に存在している訳ではないらしい。
トワイライトタウン
沈む事のない夕日に照らされた、「黄昏の街」とも呼ばれている狭間の世界。数々の街や住民が存在し、町の中心部にある「セントラルステーション」には街の象徴である時計塔があり、海や住宅街など様々な場所に向かう電車が到着する。中にはイェン・シッドの住む「不思議な塔」へ向かう電車もある。街の外れには「幽霊屋敷」と呼ばれる古い建物が存在し、無の世界から逃れたディズ（賢者アンセム）が活動拠点として利用していた。屋敷の2階にはナミネがいる「白い部屋」と地下への入り口が、そして地下にはディズのコンピュータールームとそのプログラムの中に構成された「もう一つのトワイライトタウン」とソラたちが眠るカプセルルームが存在する。この街では毎年「ストラグルバトル」というその年の街一番の強者を決める大会が開催され、トーナメント戦の後に前年のチャンピオンと対戦し、トーナメント戦の優勝者にはクリスタルトロフィーが、そしてチャンピオンとなった者にはチャンピオンベルトが授与されてきた。
かつてロクサスはこの世界で誕生し、XIII機関に勧誘された。時計塔でアクセルとシーソルトアイスを食べたのを機に、ロクサスはここで毎日任務が終わった後に、アクセルとシオンと一緒にここでアイスを食べるようになっていった。また『COM』での出来事の後、記憶を取り戻すために眠りに着いたソラたちはディズによってこの街の屋敷の地下へ運ばれ、ロクサスと一体化して目覚めるまでここで管理されていた。ソラたちが目覚めた後も、カイリとハイネたちの出会いやノーバディの出現などの奇妙な出来事が多発したが、機関の手掛かりを求めて度々訪れたソラたちの活躍で解決し、ソラたちも王様とハイネたちの協力により屋敷から機関の本拠地へとつながる道を見つけ出す事ができた。『KH3』ではデビルズウェーブの出現という異変に見舞われるも、ソラ達によって再び解決された。
存在しなかった世界
狭間の世界に位置する、XIII機関の本拠地である世界。狭間の世界ではあるが、位置的には闇の世界に近い。XIII機関が実験・研究を行うのと同時に機関メンバーの住居にもなっている「存在しなかった城」と、それを囲むようにして立ち並ぶビル街「ダークシティ」で構成される。その上空にはXIII機関が完成を目論むハート型の月、人の心のキングダムハーツが浮かんでいる。『KHII』でソラたちは最後の決着をつけるためにこの世界を訪れ、残るXIII機関を撃破しながらリクやカイリと再会を果たした。その後、ソラたちがゼムナスに勝利した後、まだ力を残していたゼムナスの操る龍型の巨大ノーバディが襲来して城に攻撃し、城は崩れていった。XIII機関が倒されてからも世界はまだ存在しているが、XIII機関がいなくなってから世界としての存在が不安定になっている。
『Days』では、機関に所属していた頃のロクサスが、他のメンバーと共に生活する場として「存在しなかった城」が描かれている。メンバーにはそれぞれ個室が与えられており、基本的には朝目覚めたらロビーに向かい、サイクスからその日のミッションを受領してから、「闇の回廊」でそれぞれの世界へ向かう。また、ゼムナスが機関員全員に意向を伝える際は、「円卓の間」に集合する事になっている。なお小説版によると、掃除や洗濯などの雑務は全て下っ端のダスクが行なっているらしい。
『3D』ではゼアノートたちに誘導されてソラとリクが辿り着き、そこでゼアノートたちの陰謀を知ることとなる。「存在しなかった世界」は不安定な世界でありながら特別な空間でもあり、過去や現在のゼアノートたち12人が集まることができたのは、その特別な空間に由来しているという。
キーブレード墓場
かつてχブレードの完成とキングダムハーツの出現によって勃発したとされるキーブレード戦争が起こったという荒野。おびただしい数のキーブレードが、かつての持ち主の眠りを守るかのように地面に突き刺さっている。
古の時代を描く『χ』では、光を守護するという同じ志を持つキーブレード使い達がユニオンの隔たりによって敵味方に分かれて死闘を繰り広げ、そのほぼ全てがキーブレードを残して命を落とした。
『BbS』では、χブレードの完成とキーブレード戦争の再来を目論んだマスター・ゼアノートとヴァニタス、それを阻止しようとするテラ、ヴェントゥス、アクアが激しい戦いを繰り広げた。戦いの結果、マスター・ゼアノートはテラの身体を乗っ取る事とヴァニタスはヴェントゥスと融合してχブレードを完成させる事には成功したが、ゼアノートはテラの思念が鎧に宿った「留まりし思念」に敗れ、ヴァニタスはアクアとミッキーとの戦いに敗れ、精神世界でヴェントゥスによってχブレードを破壊された。χブレードが爆発した衝撃で、「留まりし思念」以外の全員が別々の世界へと飛ばされていき、荒野には「留まりし思念」が独り座り込むだけとなった。
『KHIIFM』ではディズニーキャッスルにキーブレード墓場へつながる異空の穴が出現し、先にあるものを確かめるために乗り込んだソラたちが、墓場にいた「留まりし思念」と対面した。
『KH3』では真XIII機関が本拠地としており、ソラ達光の守護者との決戦の舞台となった。
デイブレイクタウン = スカラ・アド・カエルム
遥かおとぎ話の時代に存在した、キーブレード使い達の街。「夜明けの街」の名の通り、基本的に街全体が曙光に照らされているが、トワイライトタウンやトラヴァースタウンと違って時間帯が常に一定という訳ではなく、シーンによっては夕方や夜も描かれている。7番街まである事が分かるが、作中に登場するのは1、2、7番街のみ。他にもキーブレード使い達が集う噴水広場、モーグリのショップ、中央市場、臨海公園、そして予知者達が密談を行う巨大な時計塔が存在する。
古のキーブレード使い達はここを拠点に各ワールドに赴いてルクス集めに勤しんでいた。但し、これは別世界に直接移動しているのではなく、予知書の力で構成された世界を仮想現実のように体験している。その理由は、当時まだ世界間の隔たりが無く広過ぎる世界を直接回る事が不可能である為、遠くの世界を予知書で再現し、そこで集めたルクスを現実に持ち帰っているのだとエフェメラは推測している（実際に再現していたのは遠くの世界ではなく、未来の世界であった）。
キーブレード戦争後も何事も無かったかのように存続していたが、これはデータ上に構築されたもう一つのデイブレイクタウンである。脱出するためには箱舟を用いる必要があるが、一つでも起動すると現実のデイブレイクタウンは崩壊を始め、データの方も閉じられるという仕掛けが施されていた。未来から来たマレフィセントが脱出したのを皮切りに崩壊が始まり、最後に脱出したエフェメラとスクルドの箱舟が起動して間も無く闇へと呑まれた。
スカラ・アド・カエルムはかつてのキーブレード使いの都で、エラクゥスとゼアノートが修行時代に過ごした世界。デイブレイクタウンの跡地に建てられた街であり、アーマー・ゼアノート戦時の水中にて、デイブレイクタウンの時計塔が上下反転した状態の廃墟になっているのが見える。「Scala ad Caelum」とはラテン語で「天へ続く階段」の意味で、その名の通り白い建物が階段のように何重にも重なっている美しい街。街は海に浮かぶ山のような形で複数存在しており、街間を繋ぐケーブルカーのようなものも見える。作中で訪れた際には人の気配が無いが、街そのものは整備が行き届いており、荒廃している様子は全く無い。キーブレード墓場での決戦にて、マスター・ゼアノートをポータル化する事でキングダムハーツから引き離し、転移した末に辿り着いた。この街を舞台にマスター・ゼアノートとの最後の決戦が繰り広げられる。また、決着後のソラが時間を遡って少し前の時間帯に再訪しており、カイリの心の欠片を探して街を探索している。
『Uχ』のエンディングでは、未来に飛んだ事で崩壊が終わったデイブレイクタウンに流れ着いたエフェメラこそが、スカラ・アド・カエルムの創設者にして初代キーブレードマスターだった事が明らかになる。
『DR』で描かれたゼアノートの修行時代でも、『KH3』の最終決戦の舞台となった中央の島以外は既に無人であった。バルドルの事件によってキーブレード使い候補生が殆ど失われ、これを受けたマスター・ウォーデンはこの世界を閉じてもっとこじんまりした場所に居を移すと語っていた事がエラクゥスによって明かされている。
終わりの世界
「心と体がともに最期を迎えたのに消滅しない」者がたどり着く空間。鏡のような水面だけが存在し、どこまでも空が広がっている。現世で最期を迎えたにもかかわらず、心が完全に消滅しなかった者がたどり着く場所といわれている。しかし普通に死を迎えた者が訪れる場所ではなく、所謂「死後の世界」とも異なる。ソラ曰く「今までで一番綺麗な場所」。本シリーズでは「眠り」と「死」は密接に関係しており、終わりの世界は個々の意識に形成される「目覚めの園」と繋がっているという。その為にソラは無自覚に訪れていた事があり、『KH3』冒頭でも一時的に舞台となっている。

### 脅威
世界を脅かす危険な存在。
ハートレス
「心無き者」とも呼ばれる、闇に心を囚われた者が心を失うことで生まれる、心が変質した存在。

ノーバディ
「存在しない者」「抜け殻」とも呼ばれ、強い心の持ち主がハートレスとなった時に残された身体と魂が意思を持つことで生まれる。

アンヴァース
イェン・シッドにより「生命に精通しない者」と名付けられた、人々の負の感情（憎悪や嫉妬、悲しみや恐怖など）に芽生える魔物。
その正体は純粋な闇の心を持つヴァニタスから生まれた存在であり、彼の感情の一部でもある。また、生命として「精通していない」という点は、1つの心としては不完全であるヴァニタスそのものを示しているとも言える。また倒されたアンヴァースの感情はヴァニタスへと還元されるので、倒しても彼の手によって再び誕生してしまう。
マスター・ゼアノートの計画の元、ヴェントゥスたち3人をさらに強くさせる目的で世界中にばら撒かれた。このアンヴァースの発生源となる負の感情は、純粋な光の心を持つセブンプリンセスも例外ではなく、シンデレラの悲壮感や白雪姫の恐怖心を媒体にしてアンヴァースが発生している。またこの力を逆に利用するのは、ハートレスを使役するのと同義であり、トレメイン夫人のように力に溺れた者は心の闇によって押し潰されてしまう。
発生源であるヴァニタスがヴェントゥスに倒されたことによって後の世界に現れなくなった。しかし『KH3』ではヴァニタスが復活した事で再び出現する。
ドリームイーター
「眠りに閉ざされた世界」に巣食う、ハートレスとは別の闇の存在で、ハートレスのいないこの世界で彼らは人の夢を貪り続けている。
ドリームイーターにはナイトメアとスピリットの二種類がある。ナイトメアは人の夢を喰らって悪夢を植え付ける力があり、ソラとリクに敵対することとなる。それに対し、スピリットは悪夢だけを喰らう習性があり、こちらは逆にソラとリクに力を与えてくれる存在となる。エンブレムは、ハート型にユリをイメージしてつけたデザインで、ナイトメアはスピリットのものより少し尖っている。

### 人物・組織
物語の中で特別な能力を持ち、重要な役割を担う存在。
セブンプリンセス
「純粋な光の心」を持つ、光の世界を支える7人の特別な少女たちのこと。カイリ、白雪姫、シンデレラ、アリス、オーロラ、ベル、ジャスミンの7名からなる。彼女たちの心には闇が存在しないため、通常の人間のように心を失っても身体は滅びず、ハートレスとノーバディは誕生しない（ただし、ナミネの場合は他のノーバディとは異なる経緯で生まれたため例外）。彼女たちの心が闇の扉を開く「人の心のキーブレード」を作り出す鍵にもなるため、『KH』ではヴィランズとアンセムに次々と捕らえられたが、ソラが「人の心のキーブレード」を自身に使って消滅させた事で彼女達の心はそれぞれの肉体に戻り、以降はカイリを除く6人でソラがアンセムを倒すまで闇の侵攻を食い止めていた。アンセムが倒された事でそれぞれの故郷である世界へと無事帰還した。尚、当人達によるとヴィランズに攫われるまでセブンプリンセスという自覚は無く、自分達の力についても知らなかった模様。
『3D』では、かつて世界が闇で覆われた後、子供たちの心の光によって世界は再生されたが、その光が「7つの純粋な光の心」になったと判明した。その7つの純粋な光の心は真のキングダムハーツ無き今の「光の世界」の根源であると語られており、彼女たちの消滅は世界が闇に覆われる事と同義であると言われている。
『KH3』の時点では、カイリ以外の6人は既にその役目を終えた事で力を新たな光の心「ニューセブンハート」へと継承している。作中でその候補に上がったのはラプンツェル、アナ、エルサの3人だけで、それ以外の候補は現時点では不明。また、彼女らもあくまで候補であり、実際に誰がニューセブンハートなのかは明かされていない。
ヴィランズ
「ヴィラン」とはそれぞれの世界を支配しようとする悪漢、つまり歴代のディズニー作品の悪役のことで、ヴィランズとはその者たちによって構成された組織の通称である（ゲーム中では呼称されない）。マレフィセントがこのヴィランズのリーダー的存在で、彼女の下で何人ものヴィランが指揮されているが、各々は自らの世界の征服程度しか考えていないため、その内部は一枚岩ではない。闇の力でハートレスを操り、それを手駒として使役することが多い。
XIII機関
ノーバディの中でも特別な力を持った存在たちによって結成された組織。

キーブレードマスター
世界の秩序を影から見守る、キーブレード使いの代表的存在。次世代のキーブレード使いを育てる役目も持っており、その弟子はマスターに認められることによって新たなキーブレードマスターとして任命される(その際に承認試験が行われることもある)。かつては世界各地に存在していたがその数は次第に減っていき、『3D』時点で現存しているのは以前からその座に就任していた王様と、新たにマスターに承認されたリクの二名のみとなっている。『BbS』ではマスター・エラクゥスとマスター・ゼアノート、シナリオ序盤でエラクゥスによって任命されたマスター・アクアの三名がいたが、いずれの人物も世界から姿を消してしまっている。また、中盤ではテラもゼアノートからマスター・テラと呼ばれるようになるが、彼は自身の師であるエラクゥスからは正式に認められていないため、呼び名だけという形でのマスターになってしまった。いかに相応の実力があっても自身の師から称号を授からない限りは正式なマスターにはなれないようである。王様の師匠であるイェン・シッドも以前はマスターを務めていたが、現在はその身を退いている。
旅立ちの地を守護するエラクゥスとその弟子たちは、ハートと十字架を組み合わせたような形のシンボルマークを証として身に着けており、後にゼムナスがこのシンボルマークを逆にしたノーバディのシンボルを考案している。
キーブレードマスターには代々継承されるキーブレードが存在する。その中でもマスター・ゼアノートの使用するキーブレードは最古の一振りであり、ヤング・ゼアノート曰く「引き継がれし意思」である。このキーブレードにはマスター・オブ・マスターの片目が用いられており、『χBC』ではマスター・オブ・マスターが弟子であるルシュにこのキーブレードを代々継承する使命を与えていたことが判明した。その結果未来を書き綴った予知書を得ており、現在マスター・ゼアノートがこのキーブレードを継承していることからも、この使命は果たされたと考えられる。
7人の光の守護者と13人の闇の探究者
『3D』でマスター・ゼアノートが語った、キーブレード戦争の再来にしてχブレードの真の生成方法が、7人の光の守護者と13人の闇の探究者がぶつかり合うことである。7はセブンプリンセス同様に純粋な光の数字であり、13は純粋な闇の数字とされている。
ヴェントゥスとヴァニタスによるχブレードの生成に失敗したマスター・ゼアノートは、本来の手順通りの方法でキーブレード戦争を再来させようと目論み、その手段として13人の純粋な闇の探究者として自分自身を量産しようとする計画を立てた。その意思を引き継いでいたゼムナスは、キングダムハーツを媒介とし13人の器に同じ心を植え付けて13人のゼアノートを造り出すためにXIII機関を結成したが、器として適していたのはシグバール（ブライグ）、サイクス（アイザ）、ロクサスだけであり、ロクサスもソラの中に帰ったことで二人しか器を確保できなかった。しかしマスター・ゼアノートは過去の自分自身や、心を植え付けることで枝わかれして増えていった分身をシグバールたちも含めて12人まで集め、ソラを最後の器にすることで13の闇を完成させようとするも、リクたちの妨害によって失敗に終わり、1人欠けたままとなった。
それと対を成す7人の光の守護者とは、現在「光の世界」を守護するキーブレード使いのこと。ソラ、リク、ミッキー、テラ、ヴェン、アクアの6人が該当するが、元々1人欠けている上にテラがゼアノートに体を乗っ取られている状態であるため、厳密には2人欠けている。しかし、マスター・ゼアノートは欠けている人数は自ずと選ばれるだろうと語り、それに呼応するかのようにリアがキーブレード使いとして覚醒し、デスティニーアイランドからカイリが招集された。また、『KHIII』ではイェンシッドはキーブレード使いではないドナルドとグーフィーも加えて「9人の光の守護者」とも表している。
その予想と実際のメンバーの変遷は激しく、『3D』時点の予想では前述の7人とされており、『KHIII』ではアクアとヴェントゥスの復帰によって前述の7人が揃ったが、キーブレード墓場での決戦ではカイリが連れ去られ、アクセルも負傷する形でが再び欠落が生じる。そこにゼアノートの支配から脱したテラと復活したロクサスが加わった事で、「7人の光の守護者」とはソラ、リク、ミッキー、ヴェントゥス、アクア、テラ、ロクサスであった事が判明した。更に戦いの中で復帰したアクセルと復活したシオンも加わり、ReMINDのクライマックスではソラによって奪還されたカイリも加え、最終的には10人ものキーブレード使いが揃う事となった。
予知者
古の時代、マスター・オブ・マスターによって選定された6人の弟子のうち、予知書の写しを与えられたキーブレード使い達。イラ、インヴィ、アセッド。グウラ、アヴァの5人（6人目のルシュには予知書は与えられていない）。それぞれがキーブレード使いの集まりである「ユニオン」を結成し、予知書が示す世界の終末に備えている。各ユニオンの紋章を象った仮面とローブを羽織り、顔の上半分は隠れている。「予知者」とは呼ばれるが彼らに予知能力は無く、予知書の写しから未来の情報を得ているに過ぎない。
マスター・オブ・マスターからは「リーダー」「補佐」「監視」「裏切り者の始末」など一人一人が異なった使命を与えられており、それぞれが自身の使命に基づいて行動している。その理由をグウラは「行動の違いから裏切りの兆候を見抜くため」と分析しており、マスターは「頭良過ぎてイヤ」と返している。また、各ユニオンの同盟を禁止すると言った教えもあり、中でもキングダムハーツの出現は最大の禁忌とされる。
光を守護するという意思は共通なのだが、裏切り者の存在を記した予知書のロストページに端を発するすれ違いを切っ掛けに疑心暗鬼に陥り、やがてユニオン同士の抗争やルクス集めの激化を招いていく。そしてキングダムハーツの出現の禁忌を犯そうとするものまで現れ、遂にはキーブレード戦争を起こして世界を分断させる原因を作ってしまった。戦争後は全員姿を消したとされているが、『KH3』のシークレットムービーではマスター・ゼアノートとの戦いが終わったキーブレード墓場にて、ルシュによってアヴァ以外の4人が呼び戻されている。
尚、マスター・オブ・マスターと5人の予知者、それにルシュを加えた7人をロストマスターと呼ぶ。
ダンデライオン
キーブレード戦争に参加せず外の世界に旅立ち、未来への希望となるべくアヴァによって組織されたキーブレード使い達。この結成と育成がマスター・オブ・マスターからアヴァに与えられた使命である。キーブレード使いを絶やす事無く後世に残すべく、宛ら風に乗って遠くまで飛ぶダンデライオンの綿毛のような「希望の種」とされる。マスター・オブ・マスター曰く「消滅してしまった世界を再生する希望になるかもしれない」。
闇に飲まれない心の強さを持つキーブレード使いを密かに選定し、アヴァ自身が直接接触して参加を要請している。参加者は別の空間に移動し、過去の任務を夢で追体験する形で訓練を続ける。しかしその訓練を課すアヴァ自身は世界の終わりに立ち会わなければならないため、戦争後に代わりにダンデライオンを導く者が必要であり、いち早く世界の真実に迫ったエフェメラにその役目が託された。それに加えて更に4人を任命し、計5人のユニオンリーダーが戦争後にダンデライオンを取りまとめる事になる。また、この5人のうち1人に予知書を引き継がせる手筈にもなっていた。
戦争後は別の「キーブレード戦争が起こらない世界」に移動し、ユニオンリーダーはメンバー達にキーブレード使いになってから戦争直前までの追体験をさせているが、これは戦争や世界の消滅における悲劇の記憶を上書きする為であり、ユニオンリーダーの掟にも記されていた事である。しかし、実はこの世界は並行世界などではなく、予め複製されていたデータ世界であった事が後に明らかになる。この世界で集めたルクスは現実で消滅した世界の光であり、それを標として世界は再生するという。これが今の世界を誕生させた「子供たちの心の光」で、「子供たち＝ダンデライオン」と考える事も出来るが明言はされていない。
以後は予知者の不在や戦争があった事実は伏せつつユニオンリーダー達によって維持されていたが、データ内に入り込んだ「闇」の干渉によって世界の崩壊が始まり、最終的にキーブレード使い達はデータのデイブレイクタウンと共に眠りに就き、現実に脱出したエフェメラ、スクルド、ブレイン、ヴェントゥス、ラーリアム、エルレナの6人は未来へと時間移動する事となった。

### 移動手段
世界を渡り歩くための手段と、そのために必要な乗り物やアイテムなど。
グミシップ
世界を飛び回るためにソラたちが移動手段として使用している船。世界を隔てている壁と同じ物質である「グミブロック」で製造されている。チップとデールはこのグミシップの整備士を務めていて、旅の間ソラたちのグミシップの航海をサポートしている。
闇の回廊
闇の力によって作られた、世界同士をつなぐ通路。これを使えば光の世界のワールド間だけでなく、狭間の世界や闇の世界とも自由に行き来が可能となる。ハートレスはこの回廊を通ることで世界中に出現している。ハートレスのような純粋な闇の存在の他に、闇に堕ちた者や狭間の存在（XIII機関やナミネを含むノーバディ）のみが使用できるため、これを移動手段として用いるのは主にヴィランズやXIII機関となる。ただし、心に強い感情を抱いていると、稀に闇の力を持たない者でも回廊を開き、別の世界へ導かれることもある。また世界が心を奪われて闇に消えると、闇の回廊がその世界と狭間の世界を独りでにつなぎ、その世界の住人を狭間の世界に弾き出すことがある。
闇の力を操る者ならば、自分の意思でどこにでも開くことができるが、心を持つ者は闇の回廊を通る度に心が闇に蝕まれていく。これはXIII機関のメンバーでも例外ではなく、機関メンバーの纏う黒いコートは、闇に蝕まれて消えるのを防ぐためのものでもある。漫画版では、カイリはセブンプリンセスであるが故に闇の影響を受けず通れている描写がある。
異空の回廊
本来なら通る事は許されない禁断の道。闇の回廊とは違い、キーブレードマスターを始めとしたキーブレード使いにしか使えないが、生身で滞在し過ぎると心が闇に蝕まれる点は共通している。キーブレード使いは闇に蝕まれぬよう、あらかじめ鎧を身に纏うことで、闇から身を防いでいる。
キーブレードライド
キーブレードを乗り物に変形させる技。テラ、ヴェントゥス、アクアはこれに搭乗することで異空の回廊を駆け巡る。テラはバイク、ヴェントゥスはサーフボード、アクアはグライダーに変形させる。
星のカケラ
後にグミブロックと呼ばれることになるもの。イェン・シッドが持つ世界の壁を越えるアイテムで、別世界を移動する力を持つ。ただし、持ち主の思う場所に自由に移動できるという訳でもなく、何かに反応してそれに引き寄せられて発動するため、行き先やそこへ移動するタイミングがランダムに決まる場合が多い。修行時代のミッキーはアンヴァースの脅威に立ち向かうため、イェン・シッドに無断で使って世界を渡り歩き、ヴェントゥスとアクアに出会った。
時間移動
『3D』にて明らかとなった時間を超える手段。時を超えるにはまず超えた先に自分自身がいなくてはならず、起きた出来事を変えることはできず、最終的に元の時代に戻される。
ゼアノートの力ではまず最初に肉体を捨てる必要があり、さらに時間を超えていって元の時代に戻る際、時を超えていた時の記憶は失われる（しかしヤング・ゼアノートによれば、記憶は失っても心に標として残るとのこと）。対してイェン・シッドの力では元の時代に戻ってくる時も記憶は継承される。
『Uχ』で新たに明かされた箱舟による時間移動では移動先に自分自身がいる必要も元の時代に戻される心配も無い一方、下記のような別の制約も伴う。
箱舟
「異空の海」を渡り他の世界へ移動（脱出）するための装置。かつてカイリはこの装置で星の大海に流され、デスティニーアイランドに流れ着いた。『KH』では謎の装置としてしか登場しない。
古の時代にも存在したが当時はまだ未完成で、使用すると光速を超えてしまうため、搭乗者の肉体は消滅して心だけになってしまう。しかし光速を超える事で時間の壁を破り、未来への時間移動が可能となる一種のタイムマシンとしての役割を果たす。この場合は上述の時間移動のような制約は無く、エフェメラ、ラーリアム、ヴェントゥス、エルレナといった未来に渡った者はいずれもその時代の住人として世界に関わる大きな役割を果たしている。但し、移動先の未来に「自分の肉体を形成できる媒介」と「自分を記憶する者」が存在しなければ肉体は再構成されないため、どの道、危険を伴う事には変わりない。
マレフィセントは『KH』で倒された後に『Uχ』の時代に時間移動し、この箱舟を使って未来へと戻った後、黒衣を「媒介」に、「記憶する者」として妖精達を利用して復活を遂げた。また、マスター・オブ・マスターに与えられたルシュの使命の本命は、「媒介」となるキーブレードと「記憶する者」であるルシュがこの世界に存在し続けることで、時を超えた者達が未来で無事に肉体を再構成できるようにする事であったと明かされる。
ポータル
ゲートの一種。ガラス状の透き通った球体の周囲に16個の棘が付いた形状をしている。色は赤、青、黄など複数種類存在する。世界間のみならず、夢と現実や心の世界、時間すらをも繋ぎ、移動を可能とする。『3D』ではヨシュアがライムの夢を、ナイトメアのスペルカンが自身をポータルとして別の夢を行き来しており、『KH3』ではマスター・ゼアノートがポータル化させられるなど、作中では何らかの方法によって人間やドリームイーターがポータルの役目を果たすことがあるが、その詳しい原理に関してははっきりしていない。

### その他
上記以外の系統で物語に深く関わるキーワード。
キングダムチェーン
『KH』シリーズから登場するソラが使用する初期武器で、黄色の持ち手に銀の鍵形の刀身に銀の王冠形に対照的とされている。鍵穴から伏しだす闇の力を浸食を封じて駆使する「光の世界のキーブレード」と呼ばれている。キーチェーンは銀のミッキーマークの様な形になっている。開発名称は「ソラキーブレード」。『KH』で元々はリクがキーブレード使いに選ばれた勇者のはずだったが、リクの純粋な光の心の一部がキーブレードへと実態化し、ソラが新たなキーブレード使いに選ばれし勇者となり託された。
約束のお守り
カイリがソラたちといつまでも一緒にいられることを願って作ったお守り。デスティニーアイランドに伝わるお守りで、「サラサ貝」の貝殻で「パオプの実」に似せて作ったこのお守りを持てば、仲間と離れ離れになっても必ず再会できるとされている。お守りの貝殻の中にはソラの顔が描かれているものがある。カイリはソラとリクと共に島を出発する準備を進める中でお守りを作った。
『KH』でソラたちがアンセムとの決戦に向かう時、カイリは彼らの無事を祈ってこのお守りをソラに渡した。『COM』ではナミネによって記憶と同時にこのお守りも形が変えられてしまったが、機関から逃れたナミネが真実を告げてソラがカイリの存在を思い出したことで元通りになった。『KHII』でソラとリクが闇の世界から脱出して故郷に戻り、仲間たちと再会を喜び合う中、ソラはカイリに約束通りこのお守りを返した。後に王様からの手紙を読んだソラが世界を救うために再び旅立とうとした時、カイリから改めて同じお守りを渡された。キーホルダーとしてキーブレードに装備することが可能で、同名の武器がシリーズを通して登場している（形は鍵の部分に「光」の漢字があり、白い中剣のような形になっている）。開発名称は「カイリキーブレード」。
つながりのお守り
アクアがキーブレードマスター承認試験の前日に、約束のお守りの言い伝えを基に作ったもので、自分とお揃いのものをテラとヴェントゥスの分も作ってあげていた。旅立ちの地ではサラサ貝が手に入らないため、アクアが独自の材料で作り上げたものだが、二人とのつながりを大切にするための魔法がかけてある。3人のものはそれぞれ色が違い、テラが橙色、ヴェントゥスが緑、アクアが青となっている。またスティッチもテラから友達や絆の意味を教わって以来、彼のお守りを真似て作ったお守りを持っている。約束のお守りと同様、アクアだけがキーホルダーとしてキーブレードに装備が可能で、「ブライトクレスト」というキーブレードに変化させることができる。
パオプの実
デスティニーアイランドに実る星形の果実。この実を食べさせ合った二人は結ばれると言い伝えられている。ソラは幼い頃に自分たちの秘密の遊び場としている洞窟に描いた自分とカイリの落書きに旅立ちの前日に自分がこの果実をカイリに食べさせる絵を上書きし、後に元通りに戻ったデスティニーアイランドに帰還したカイリがこの絵を見つけて、彼女もこの果実をソラに食べさせる絵を書き加え、『KHII』で帰郷したソラがこの絵を見つけた。『KHIII』では最終決戦に際し、ソラとカイリは「離れ離れにならないように」とこの実を食べさせ合っている。
サラサ貝
デスティニーアイランドに生息する貝。ソラたちの故郷の昔の船乗りたちは旅の無事を祈ってサラサ貝を身に着けていたらしく、またこの貝殻でパオプの実に似せて作ったお守りを持つと、たとえ離れ離れになっても仲間と必ず再会できるという言い伝えがあり、そのためカイリはこれで約束のお守りを作った。『Days』ではロクサスが眠っている間にシオンが任務から戻る時に、デスティニーアイランドに立ち寄りこの貝殻を拾ってロクサスに届けていた。
光の扉
ミッキーとイェン・シッドが口にした扉の事で、その存在は場所や状況によって様々な解釈が用いられている。ミッキーは『KH』で闇の世界に残った際に、「闇の中には必ず光がある」という解釈で光への扉がどこかにあると口にした。また、『KHII』ではイェン・シッドがソラの事を「光の扉を開く鍵」と言い、闇の世界に迷い込んだソラとリクが手にしたカイリの手紙の先から光への道が現れ、二人はそれを「光への扉」と呼んだ。そしてリクは光の扉について尋ねたソラの胸を指して「どこにでもある」と答えた。光の世界に心のつながりが深い人物が存在し、なおかつ心がつながることで開かれると思われているが詳細は不明。
闇の扉
闇の探求者アンセム（テラ＝ゼアノートのハートレス）が呼び覚ました闇の世界へと通じる扉。ホロウバスティオンではセブンプリンセスの心から人の心のキーブレードを完成させると同時に、「闇へと通じる鍵穴」を出現させたが、ソラによってこの鍵穴は閉ざされた。また、エンド・オブ・ザ・ワールドの奥深くには「闇の世界へと直接通じる扉」が存在し、アンセムによって開かれ全ての世界が闇に飲まれそうになったが、扉の隙間から漏れ出した光によりアンセムは消え去り、闇の世界で肉体を取り戻したリクと、同じく闇の世界を冒険していた王様と協力して、ソラたちは大扉を完全に閉め切り、光と闇の両側の世界からキーブレードで鍵をかけたことにより、扉は失われ、世界は救われた。
狭間の者の衣（黒いコート）
XIII機関全員が着用しているフード付きの黒いロングコート。着用した者の気配を消し、闇からの侵食を防ぐ効果を持つ。XIII機関は闇の回廊を通過する際、闇からの侵食を防ぐためにこのコートを常時着用している。リクと王様は機関からの追跡を逃れるために、忘却の城でディズ（賢者アンセム）から手渡されたコートを着ていた。
今ではXIII機関のトレードマークのようなものになっているが、元々はマスター・ゼアノートが使用していたものである。しかし元を辿れば古の時代のマスター・オブ・マスターやルシュも着用しており、その起源は果てしなく古い。マスター・オブ・マスター曰く、後の時代のキーブレード使いが纏う鎧はこの衣を基に、より戦闘能力を高める目的で作られたとの事。そのため、闇からの侵食を防ぐ性能で言えば鎧よりもこちらの方が上である。
ジミニーメモ
ジミニーがミニー王妃の頼みで作成しているソラたちの冒険の記録。ソラたちが冒険の中で訪れた世界やそこで出会った仲間たちなど、様々な出来事が詳細に記録されている。
『KH』でのソラの冒険を記録していたが、『COM』で忘却の城を訪れた際に、ナミネと城の力によりメモの内容が自分たちの記憶と共に抹消されてしまった。そのため、一冊目のメモには、記憶が戻されると同時に城での記憶がなくなった時に備えてナミネにお礼を言うために書き残したメモがあるのみであり、『KHII』では二冊目のメモに冒険の記録が記された。
また『coded』ではジミニーが一冊目のメモを調べた時に、「彼らの痛みを癒しに戻らなければならない」という謎のメモが残されており、このことを相談された王様はチップとデールと協力して記録から「過去の世界」をデータ化して再現させ、同じく記録を素にデータ化したソラをこの世界に送り込み、この謎の文章の解明に乗り出した。また、データ化したリクはジミニーメモの分身、つまり記憶の保存する器の住民としてバグブロックを直す努力をしている。『coded』のエンディングでデータ世界のナミネによって、謎のメモを残したのは本物のナミネであった事、そしてデータのバグの原因は、本来記載されていなかった記録（ソラにつながる者たちの痛みの記憶）をナミネがメモに書き加えたことが原因であったことが判明した。このように文字が消えても手帳自体が記録のデータを保持していたり、ジミニーが記述していない事実をも全て記録するなど、ただの手帳ではない不可思議な存在である。それ故にマレフィセントは予知書との関連性を推測している。
『KH3』ではモバイルポータルを使って記録を行なっているため、ジミニーメモ自体は登場しない。
シーソルトアイス
トワイライトタウンとレイディアントガーデンで売られているアイス。その名の通り海塩のようなしょっぱさと甘さを併せ持った不思議な味をしている。トワイライトタウンではハイネたちがよくこのアイスを食べており、元々人間だった頃からこのアイスが好きだったアクセルがロクサスに勧めて以来、シオンを交えた三人で任務を終えた後に時計塔の上で食べるのが日課となっていた。また仮想のトワイライトタウンで過ごしていたロクサスも、かつてアクセルとシオンとそうしていたように、ハイネたちと時計塔の上で食べていた。
レイディアントガーデンでも賢者アンセムが大好物だった程に好評だったが、ゼアノートの実験とマレフィセントの襲撃でホロウバスティオンに変貌してから、いつの間にか忘れ去られてしまっており、後にスクルージが僅かな記憶を頼りに新商品として完成させ、復興したレイディアントガーデンに再び広まっていった。
ハートレスとXIII機関の襲撃の後にマレフィセントの異空間の中でリクがソラたちに渡した箱の中にロクサスの写真と一緒にこのアイスも入っており、ソラたちの新たな世界へ続くゲートへの道標となった。またトワイライトタウンのコンピューターのパスワードにこのアイスの名前が用いられており、これを入力した事で仮想空間へとつながる装置が作動し、機関の本拠地への道が存在する「もう一つのトワイライトタウン」に辿り着く事ができた。
マスター・ゼアノートとの戦いが終わった後は、アイザ（サイクス）が4本のシーソルトアイスを持って時計塔の上に現れ、ロクサス達に渡している。また、遅れてやってきたハイネ達もそれぞれアイスを手にしていた。
『Uχ』でも登場しており、古の時代にも存在していた事が判明した。
元ネタは過去に東京ディズニーシーで販売されていた同名のアイス(2013年をもって販売終了)。劇中では棒アイスとして描かれているが、こちらはカップアイスである。
記憶の鎖
人が持つ記憶と記憶のつながり。『KH』の世界の記憶はその一つ一つの欠片が鎖のようにつながって構成されており、人の心をつなぎ留めている。これが解けばその記憶を思い出すことができなくなり、また逆にこの解かれた記憶の鎖を元に戻すと失われた記憶は元に戻り、鎖が解かれていた時の記憶を忘れることとなる（ただし、完全に記憶が消える訳ではなく、何らかのきっかけさえあれば、その時の記憶が蘇る可能性もある）。ナミネはソラとその関係者の記憶の鎖を解いてつなぎ直す力を持ち、忘却の城に訪れたソラたちの記憶を操作し、XIII機関から解放された後に彼らの記憶を元に戻した。シオンはロクサスの持つソラの記憶の欠片を吸収する力を持ち、このために彼女はキーブレードを扱うことができた。彼女が消滅した後、ソラの記憶はロクサスとソラに戻り、吸収されていたキーブレードの力も2人に戻っていった。
レプリカ計画
XIII機関が秘密裏に進めていた計画で、キーブレード使いの記憶の欠片をコピーしてレプリカ人形に埋め込むことで、人為的にキーブレード使いを量産しようという計画である。レプリカ人形は本編ではリク=レプリカとシオンの2名が登場した。
元々レプリカ製作はヴィクセンが独自に行っていた実験であったが、機関がロクサスとナミネというイレギュラーなノーバディを手中に収めたことで、キーブレード使い確保の計画に変更された。ナミネの能力でコピーした記憶の書き換えが可能（記憶のコピーは元から機関の技術で可能だったが、記憶の上書きまではできなかった）となり、さらにロクサスの中に流れ込んでいるソラの記憶をレプリカ（シオン）にコピーさせていた。
忘却の城において進められており、人の心のキングダムハーツを完成させるためのものであった。この計画が成功すれば、キーブレードの勇者の力を利用するというリスクの高い選択をする事なく効率的にハートレスから心を回収することができるようになり、機関にとってはとても都合の良いものであった。しかし、計画はヴィクセンが消滅したことをきっかけに大きく狂い始め、さらに実験体のレプリカたち（リク=レプリカとシオン）が強い自我を持ってしまったということもあり、計画そのものの大幅な変更を強いられることとなった。最終的にレプリカは2名とも消滅し、キーブレードの勇者のノーバディであるロクサスを連れ戻そうとするも失敗。ロクサスは本体であるソラに戻ってしまい計画は失敗に終わった。
レプリカ
上述のレプリカ計画を経て、再度ノーバディ化したヴィクセンによって改良された完成品。こちらは純粋に「心の器」となる肉体であって、レプリカ自体に意思は無く、見た目もマネキンのような「人形」そのものとなっている。しかし、人間に限らずハートレスやノーバディ、果ては前述の旧型レプリカをも含めたあらゆる心の移植が可能であり、姿も宿す心に応じて変化する。変化後は血肉の通った人間と全く変わらず、その心が持っていた能力も完全に再現される。逆に心が抜き出ると元の人形に戻る。
真XIII機関はマスター・ゼアノートと再度ノーバディ化したメンバー以外は過去から心だけ連れてきた状態であり、その心をレプリカに宿すことによって肉体を得ている。終盤にはヴィクセンによって新たに製造されたレプリカに宿る形でロクサスが復活し、リク=レプリカがダーク・リクの心を追い出して奪取したレプリカはナミネの復活に使用された。
眠りの部屋
ホロウバスティオン（レイディアントガーデン）の地下に隠された施設の奥に存在する「墓場」。忘却の城にあるとされる「目覚めの部屋」とは対を成し、「目覚めの部屋」に似た構造となっている。部屋の中には玉座と、アクアの鎧とキーブレードが収められている。アンセムのコンピュータに特殊なディスクを入れてパスワードを入力しなければ入れない仕組みとなっており、その存在はXIII機関しか知らない。
「墓場」はかつてゼアノートたちがハートレスの製造や心の闇の研究を行なっていた場所で、研究を中止したアンセムによって封印されてきたが、アンセムを追放したゼアノートによって封印が解かれた。シグバールによれば師を追放したゼアノートが真っ先に行なった事が、地下の研究施設の奥に「眠りの部屋」を造ることだったという。ゼムナスは頻繁に「眠りの部屋」を訪れているが、それ以外の元弟子たちは「あの場所は苦手」と言い、近付く事すら避けている。
目覚めの部屋
忘却の城のどこかにあるとされている、もう一つの「墓場」。ホロウバスティオンの地下にある「眠りの部屋」とは対を成すが、「眠りの部屋」を造ったのがゼアノートであるのに対し、こちらはアクアが造り出した部屋である。部屋にはヴァニタスとの戦いで眠りに着いたヴェントゥスが玉座に寝かされている。元々は旅立ちの地において玉座と鍵穴があった場所で、アクアがヴェントゥスを安全な場所に隠すためにエラクゥスから聞かされていた仕掛けを作動させた事で、旅立ちの地は忘却の城となり、かつての玉座の間は「目覚めの部屋」となった。
ゼムナスは「友」のヴェントゥスを求めて、記憶に関する研究を名目に忘却の城を新しい活動拠点地とし、部屋を捜していた。またゼムナスから部屋の捜索を命じられていたサイクスも、ゼムナスの真の目的を探るためにアクセルを通じて部屋を捜していたが、忘却の城の仕掛けによって守られた「目覚めの部屋」を捜し出せるのはアクアだけであり、XIII機関が部屋を発見することはできなかった。
VERUM REX（ヴェラム レックス）
『キングダム　ハーツIII』で初登場。『トイ・ストーリーシリーズ』の世界である「トイボックス」のコンピュータゲーム。開発会社はスクウェア・エニックス。
世界観は現代世界に近い雰囲気で、ヨゾラと二人の仲間がギガース達と戦っており、黒髪の女性を救おうとしている。レックスの話によればババムートが存在するらしい。
攻略本は既に存在しているようでギガースの人形も発売されている。レックスは「VERUM REX（ヴェラム レックス）」のファンである。
「トイボックス」のミニゲームとしても登場し、ストーリー上必ずプレイする事になる。
一見、「トイボックス」世界に存在するゲームに過ぎず本編とは関係なさそうだが、『III』本編のシークレットムービー、及びReMINDのシークレットエピソードにヨゾラが登場し、ソラの物語との関わりを示唆する。
鍵が導く心のままに
古の時代のキーブレード使い達が交わしていた言葉。マスター・オブ・マスター曰く「心の命じたことには逆らえない」という意味との事。特に予知者達にとっては合言葉のようなもので、多くの場合には左胸に右手を当てる動作を取りながら口にしている。
後の時代でも『0.2』で王様が口にしており、アクアもそれに対して「ずいぶん古い言葉を使うんですね」と発言するなど認知はされている。また、イェン・シッドはソラ達が旅立つ度に彼らに聞こえないように呟いていた事が判明し（気付いていたのはグーフィーだけで、ソラとドナルドは全く気付かなかった）、それがソラ達の行く先を示す事となる。以降はグーフィーもソラが行き詰まると時折この言葉を使用している。『KH3』のシークレットレポート#1では筆者の被験者Xが最後にこの言葉を記しており、彼女が古の時代から時を超えて来た事を示唆している。

### 作品外用語
作中には登場しないが、公式で使用されている用語。
ダークシーカー編
『KH』から『KHIII』までのゼアノートやそれにまつわる者たちとソラたちキーブレードの勇者の戦いを描いた作品群の総称。ディレクターの野村哲也は「ゼアノート編」と呼んでいたこともあったが、『KH1.5』の発表時期からはこの名称が使用されるようになった。ソラとゼアノートの決着が着けられる『KHIII』において完結した。先述の通り、野村はこのダークシーカー編をKHシリーズの第一部と想定しており、ダークシーカー編の完結がKHシリーズの完結ではない。
『KHχ』『KH Uχ』は『KHIII』と深いつながりを持つとのことだが、ゼアノートとの戦いを描いた作品ではないため、ダークシーカー編に含まれるかは不明だったが、KHIIIアルティマニアにて『KHχ』『KH Uχ』は含まれないことが公言された。また、『KH DR』も含まれない。
ロストマスター編
『KHIII』で完結したダークシーカー編に続き、『KHIV』にて開幕する新章。
ダークシーカー編に含まれていなかった『KHχ』『KH Uχ』『KH DR』はこちらにも含まれない。

## 漫画・小説
漫画や小説の展開は独自のアレンジが加えられている。旅立つワールドが一部登場しなかったり、『KHII』では漫画はワールドのEP1とEP2の物語が組み合わされていて、小説では主にXIII機関が行動するワールドしか登場しないなど原作ゲームとは差異が見受けられる。また、漫画版は原作ゲームではあまり見られないコミカルな描写が多いのも特徴である。
漫画（作：天野シロ）
- キングダム ハーツ FINAL MIX（スクウェア・エニックス刊の新装版、全3巻）
- キングダム ハーツ チェイン オブ メモリーズ（月刊少年ガンガン連載、全2巻）
- キングダム ハーツII（月刊少年ガンガン連載、全10巻）
- キングダム ハーツ 358/2 Days（月刊少年ガンガン連載、全5巻）
- キングダム ハーツIII（ガンガンオンライン、既刊3巻）

小説（著：金巻ともこ、画：天野シロ）
- キングダム ハーツ（上下巻）
- キングダム ハーツ チェイン オブ メモリーズ（ソラ編上下巻、リク編1巻）
- キングダム ハーツII（全4巻）
- キングダム ハーツ 358/2 Days（全3巻）
- キングダム ハーツ バース バイ スリープ（全3巻）
- キングダム ハーツ Re:コーデッド（全1巻）
- キングダム ハーツ 3D ［ドリーム ドロップ ディスタンス］（全2巻）
- キングダム ハーツ キー（全1巻）
- キングダム ハーツIII（全3巻）

## その他の話題
- 主人公ソラとKHバージョンのドナルド、グーフィーの着ぐるみは既に作られており、2004年8月26日〜27日に日本で開催された「キングダム ハーツ プレミアパーティー」で初登場した。アメリカのウォルト・ディズニー・ワールドではキャラクターグリーティングやパレードに参加したこともある。東京ディズニーリゾートでは、「D23 Expo Japan」の一環として2013年10月14日に舞浜アンフィシアターで開催された「キングダム ハーツ リミテッド ステージ」にてドナルドとグーフィーが登場しているが、パーク内ではまだ登場していない。
- スクウェア・エニックスとディズニーのクロスオーバー作品であるため、本シリーズの権利はスクウェア・エニックスとディズニーの両方が所有しているが、後者の方が権利の割合が高くなっている。